# Hond
De hond (Canis lupus familiaris) is de gedomesticeerde ondersoort van de wolf. De hond was het eerste dier dat door de mens werd gedomesticeerd (minstens 14.000 jaar geleden), nog vóór de ontwikkeling van landbouw. Door hun langdurige verbondenheid met mensen hebben honden zich op unieke wijze zowel fysiek als gedragsmatig aangepast. Ze zijn bijvoorbeeld in staat geworden om te overleven op een koolhydraatrijk dieet, iets wat ontoereikend is voor andere hondachtigen.
Honden zijn in de loop van de geschiedenis gekruist en geselecteerd op eigenschappen als gewenst gedrag, zintuiglijke vermogens en fysieke kenmerken. Er bestaan honderden hondenrassen die sterk uiteenlopen in lichaamsbouw, grootte en vachtkleur. Alle honden hebben een vergelijkbare skeletstructuur, met krachtige kaken en 42 tanden. De meeste rassen hebben een goed ontwikkeld reuk- en gehoorvermogen. Al sinds vele eeuwen wordt de hond door mensen gebruikt, bijvoorbeeld bij de jacht, het bewaken van terrein, het hoeden van vee, het trekken van last, het assisteren van gehandicapten (zoals de blindengeleidehond), en het bijstaan van de politie. Honden zijn daarnaast zeer populair als huisdier.
Honden zijn van nature sociale dieren en hebben een aangeboren neiging om in groepen te functioneren. Communicatie tussen honden vindt plaats via geuren, geluiden, gezichtsuitdrukkingen en lichaamshouding. Typisch gedrag is het markeren van hun territorium door middel van hun urine. De cognitieve mensgerichtheid van honden is een vrij uniek gegeven in het dierenrijk; alle soorten zijn in principe trainbaar en kunnen leren reageren op verbale commando's, emoties en andere signalen. De wereldwijde hondenpopulatie wordt geschat op 700 miljoen tot 1 miljard, verspreid over alle delen van de wereld.

## Afstamming

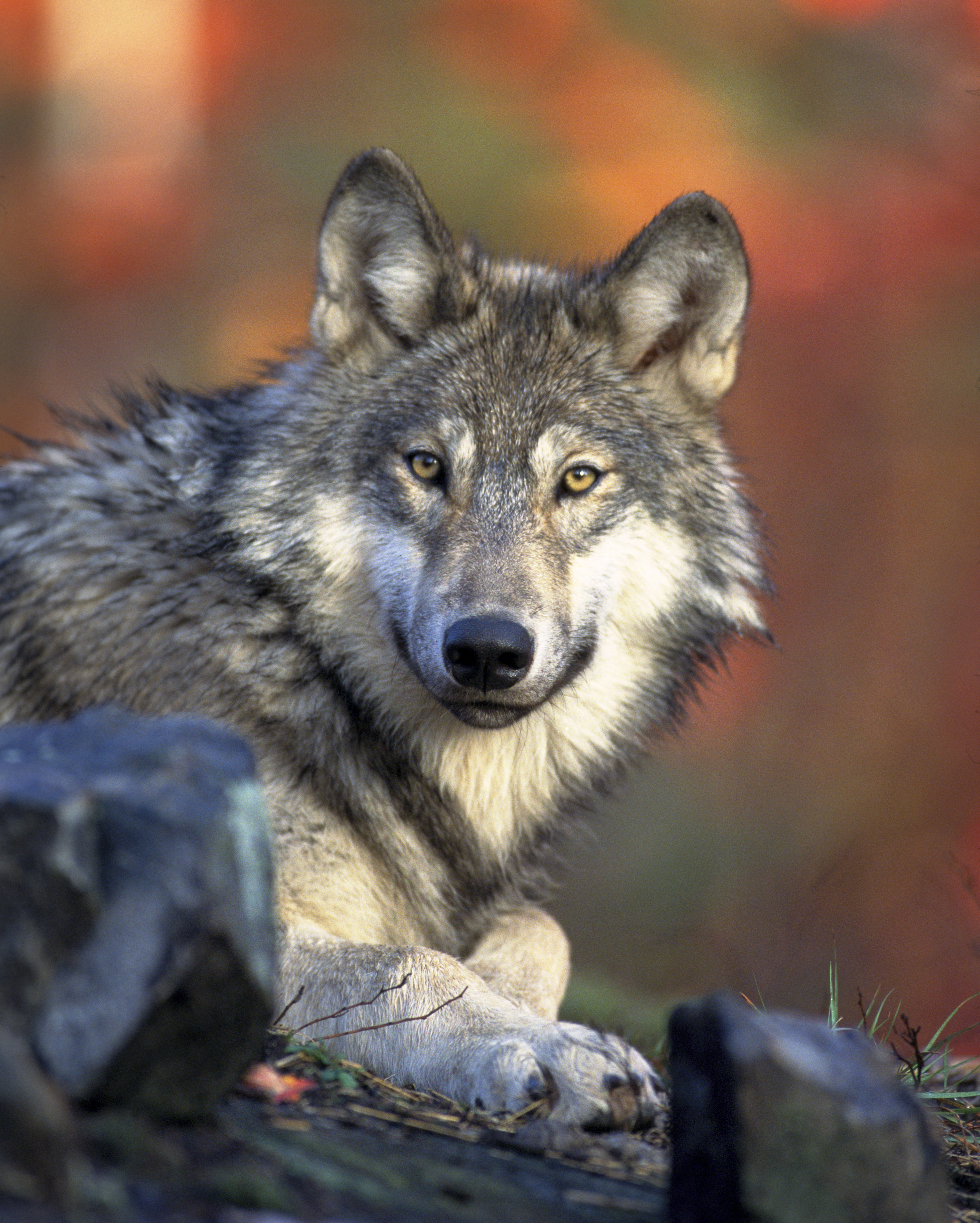
De wolf is de voorvader van de hond.

Volgens genetisch onderzoek zijn er op grond van verschillen in het mitochondriaal DNA vier verschillende groepen hondenrassen te onderscheiden, die mogelijk het resultaat zijn van vier verschillende domesticaties.
Wel is duidelijk dat de hond afstamt van de wolf (Canis lupus) en niet van de coyote (Canis latrans), de gewone jakhals (Canis aureus) of een andere hondachtige: de verschillen van hond en wolf met al deze soorten zijn veel groter dan die tussen hond en wolf onderling. De grijze wolf komt, althans kwam, over een groot verspreidingsgebied voor in Noord-Amerika, Europa en Azië. Het is op grond van de genetische analyse niet duidelijk of de hond nog van een specifieke ondersoort van de wolf afstamt, zoals de Perzische wolf (Canis lupus pallipes), omdat die bij de gebruikte methode genetisch niet te onderscheiden was van de andere typen wolven.
Groep een van de vier door Vila onderscheiden categorieën is weer in verschillende takken onder te verdelen, waarvan een zuidoostelijke tak onder andere de Australische dingo (Canis lupus dingo) omvat, een primitieve hond die ook in het wild leeft en zich van de meeste gedomesticeerde honden onder meer onderscheidt door een jaarlijkse voortplantingscyclus.
Genetisch onderzoek naar verschillen in het mitochondriale DNA van de hond toont een nagenoeg identieke (0,2% verschil) basenvolgorde met die van de grijze wolf, wijzend op een directe afstamming in het (evolutionair gezien) recente verleden. Het verschil tussen wolven en coyotes was met 4% veel groter.

### Domesticatie
Onderzoek waarvan de resultaten in 2010 verschenen, maakt aannemelijk dat de domesticatie van de hond al zo'n 14.000 à 15.000 jaar geleden heeft plaatsgevonden in het Verre Oosten. Speculatievere vondsten zijn 31.000 tot 36.000 jaar oud. Begin 21ste eeuw is een schedel die in de jaren 1860 gevonden is in de Belgische grotten van Goyet (Gesves) geïdentificeerd als die van een paleolithische hond. Daarmee zou het ca. 31.700 jaar oude fossiel meteen ook het oudste tot nog toe gevonden gedomesticeerde dier zijn: de hond zou eerder gedomesticeerd zijn dan gelijk welk ander dier. Onderzoek uit 2015 verwierp op basis van morfologische argumenten dat de Belgische vondst een hond betreft, maar het oorspronkelijke team publiceerde op zijn beurt een weerlegging. Oudere schattingen gingen uit van een begin van de domesticatie rond 40.000-100.000 jaar geleden.
De vraag is hoe en waarom de wolf tot huishond werd (Canis lupus familiaris). In de late laatste ijstijd veranderden de leefomstandigheden van de mens. De dominante bestaanswijze veranderde van nomade in boer, waardoor mensen lange tijd op dezelfde plaats bleven. De 'wilde honden' begonnen in deze tijd de nabijheid van de mens op te zoeken en van hun afval te leven. Er kan dus sprake zijn van een zekere co-evolutie. Andere onderzoekers gaan ervan uit dat de mens een actievere rol speelde in de eerste stappen die tot een domesticatie van de hond leidde. Een gangbare hypothese was dat hierbij geselecteerd werd op basis van coöperatief gedrag, maar onderzoek uit 2014 vond dat net wolven beter zouden samenwerken en dat bij het domesticeren van honden voornamelijk geselecteerd zou zijn op gehoorzaamheid en zin voor hiërarchie. Een andere hypothese is dat de domesticatie van de wolf plaatsvond vóór de opkomst van de landbouw. Hierbij zou de hond gebruikt zijn voor de jacht (sporen volgen, wild opjagen en immobiliseren) en als waakhond.
Rond 8000 voor Christus pasten de voorouders van de hond hun voedingspatroon en spijsvertering aan aan het grotere aanbod zetmeel uit de eerste menselijke landbouw. De honden bezitten afhankelijk van het ras 4 tot 30 kopieën van het zetmeelverterende gen voor het enzym amylase. Wolven bezitten twee kopieën voor amylase. Deze door mutatie mogelijk gemaakte domesticatie heeft mogelijk tweemaal plaatsgevonden, rond 35.000 jaar geleden, vóór de laatste grote ijstijd, maar door de ongunstige omstandigheden afgebroken, en 10.000 jaar geleden met meer succes.
Hoewel de geschiedenis van de domesticatie van honden niet geheel duidelijk is, is domesticatie van vossen empirisch onderzocht. De geneticus Dmitry K. Belyaev begon in 1959 met een reeks vossen een domesticatie-experiment. In zijn instituut selecteerde hij vossen voor de volgende generatie enkel op tamheid. Ongeveer 5% van de mannelijke dieren en 20% van de vrouwelijke dieren mochten een volgende generatie stichten. 40 jaar en 45.000 vossen later, na 35 generaties van selectie op tamheid zijn de vossen uit dit experiment gedomesticeerd. Deze dieren zijn tegenwoordig bekend als zilvervos.

### Oudheid

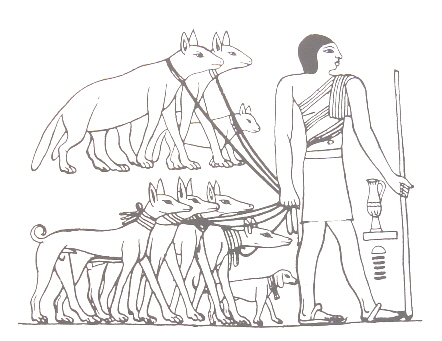
Honden in het oude Egypte

In het oude Egypte tonen wandschilderingen aan, dat de mens destijds reeds veel gebruik maakte van dieren, bijvoorbeeld voor de jacht. Behalve honden werden ook diersoorten die we vandaag niet meer als gedomesticeerde dieren kennen, zoals hyena's, door de Egyptenaren gehouden. Goden, zoals Anubis, kregen (voor een deel) het uiterlijk van dieren en men was zich bewust van de specifieke eigenschappen van dieren.

### Middeleeuwen, nieuwe tijd en moderne tijd

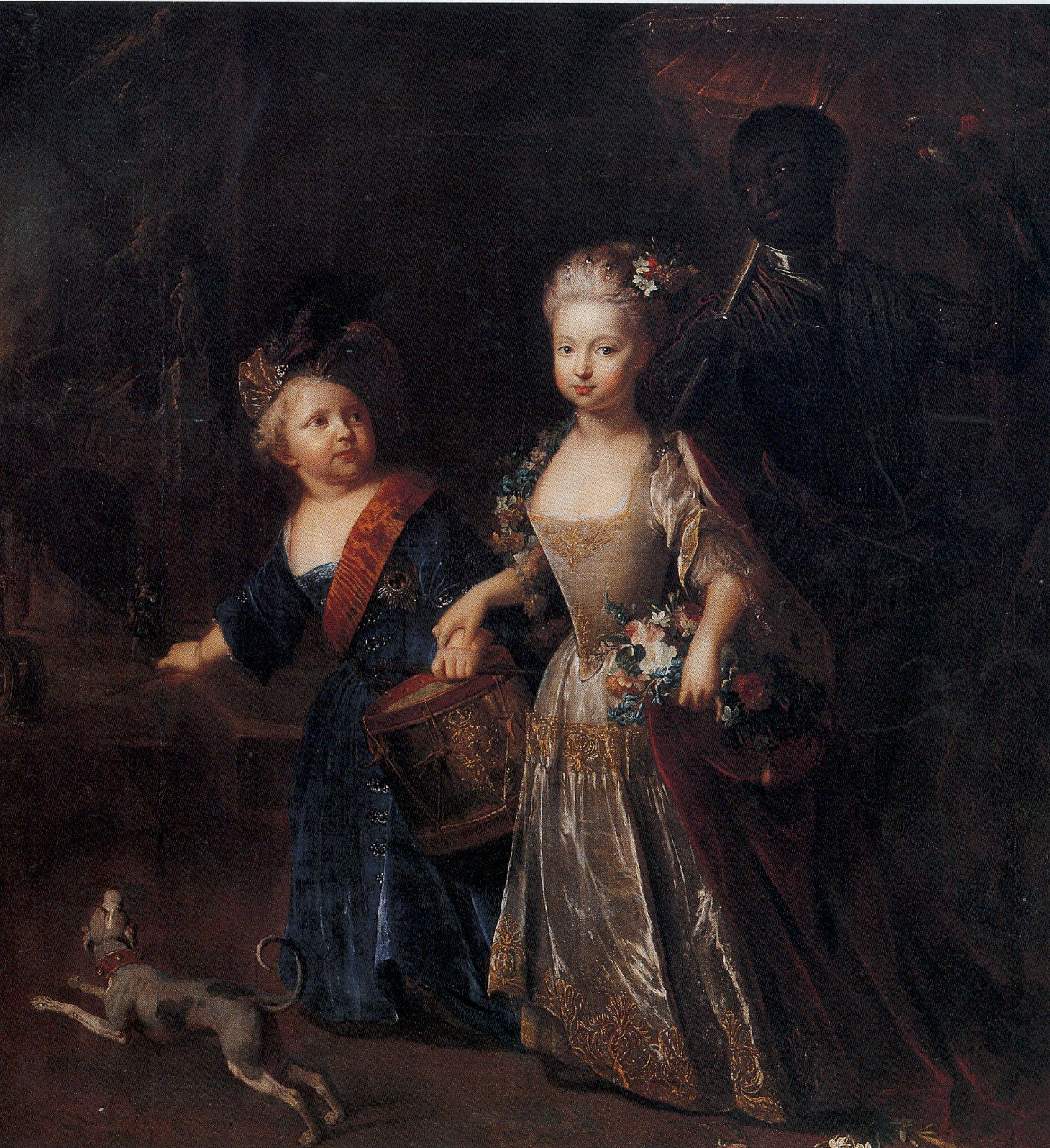
De hond is al eeuwenlang de mensenvriend bij uitstek, portret van Frederik de Grote met zijn zus

Rond 1350 werden door Gaston Phoebus de eerste medische behandelingen van honden beschreven, die bij de jacht werden ingezet. In de Nieuwe Tijd werden honden niet meer enkel gehouden om bij de jacht te helpen, te waken, karren te trekken of lasten te dragen, maar ook als gezelschapsdier, zoals talrijke schilderijen tonen. Men begon ook om die reden op het uiterlijk van de hond te letten. Dit leidde in de Moderne Tijd tot de oprichting van de eerste kennelclubs en rasverenigingen.
Vooral in de laatste 200 jaar heeft gericht fokken een explosieve vermenigvuldiging van rassen en varianten veroorzaakt. De herontdekking van de regels van Mendel, de oprichting van kennelclubs en rasverenigingen en de oprichting van de Fédération Cynologique Internationale (FCI) in 1911 leidden ertoe dat anno 2016 344 verschillende hondenrassen door het FCI erkend zijn.

## Anatomie

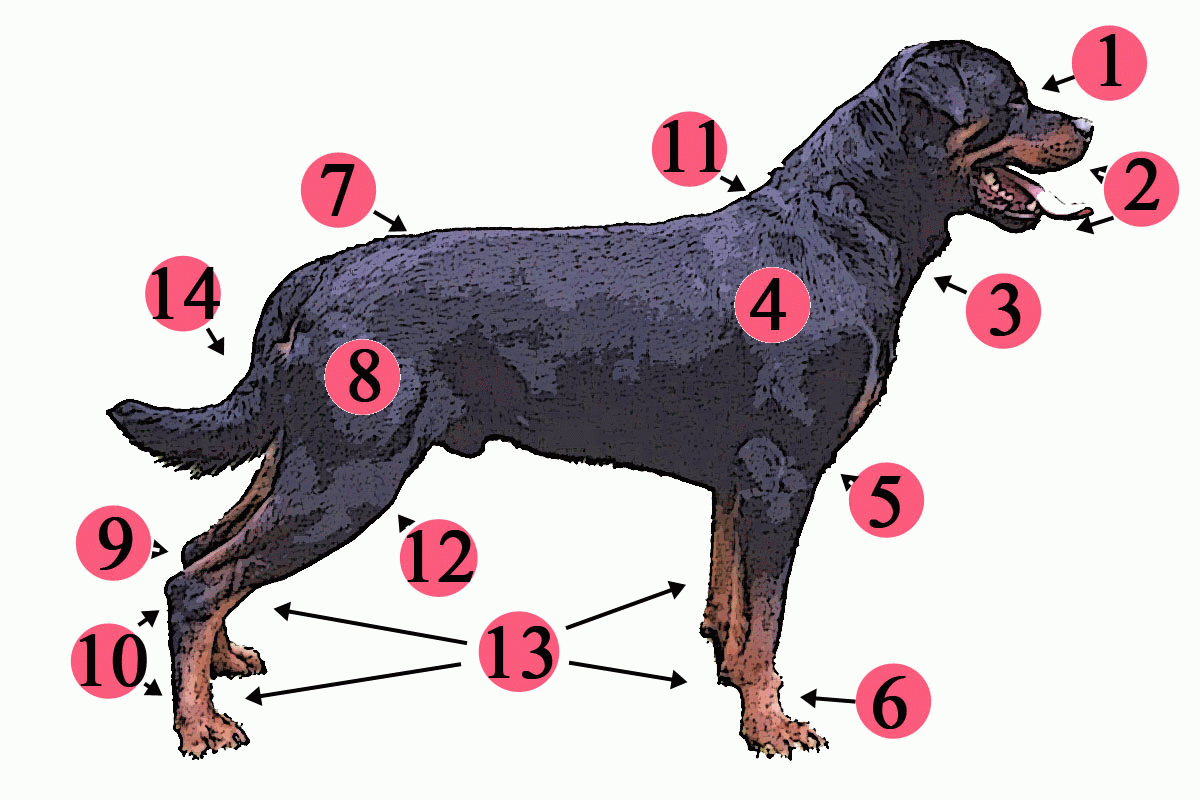
Anatomie van een hond
----

### Tandformule

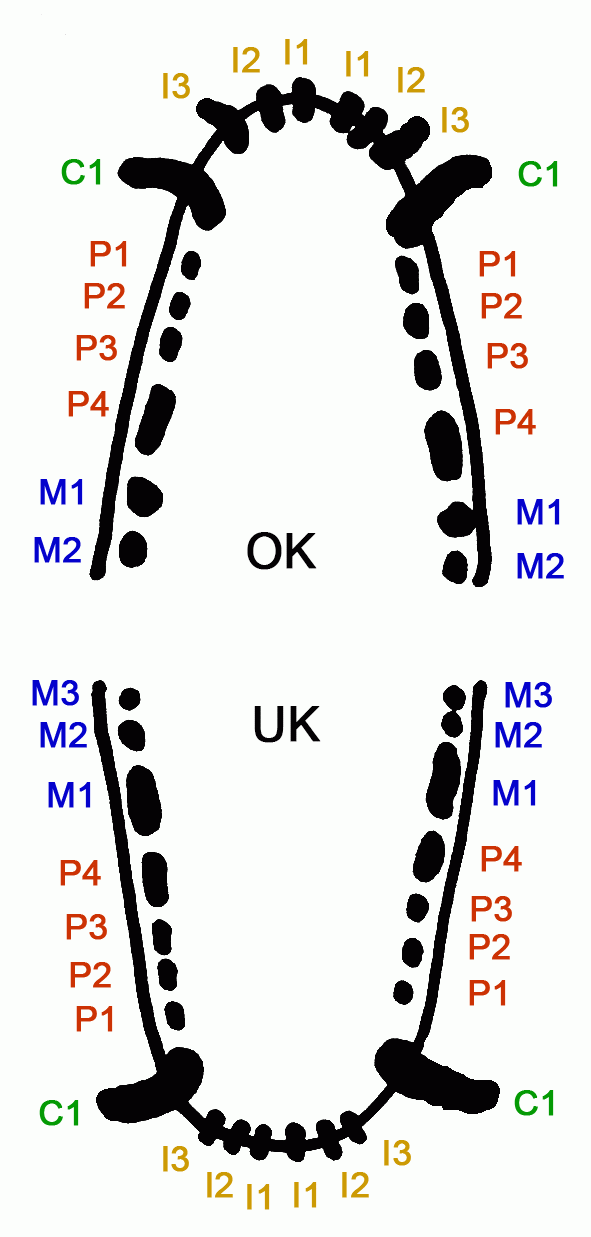
Tandformule van de hond

Het definitieve gebit van honden bestaat uit 42 tanden. In elke kaakhelft telt het 3 snijtanden (Incisivi, I), één hoektand (Caninus, C) en 4 premolaren ofwel knipkiezen (Premolaren, P). In de bovenkaak zijn er bovendien twee, in de onderkaak 3 molaren of knobbelkiezen (Molaren, M). De grote P4 in de bovenkaak en de M1 in de onderkaak worden de scheurkiezen genoemd.
Grafisch uitgedrukt is de tandformule van volwassen honden:
Het melkgebit van honden bevat 28 tanden. De P1 en de molaren hebben geen melktandvoorganger. De melktanden worden in tandformules meestal met een kleine letter aangeduid, de tandformule is als volgt:
De tandwisseling vindt vanaf de vierde maand plaats. Tijdens de tandwisseling kan bij de pup, net als bij kinderen, tandpijn ontstaan. Pups zullen in deze periode daarom vaak op allerlei dingen knagen.

### Oren
Het gehoor is bij de hond sterk ontwikkeld. Hij kan hogere frequenties waarnemen dan de mens. Het bereik ligt bij een optimaal gehoor:
- Mens ~ 20 - 20.000 Hz, maximale gevoeligheid tussen 1000 en 4000 Hz.
- Hond ~ 15 - 50.000 Hz (sommige bronnen spreken zelfs van 100.000 Hz), maximale gevoeligheid rond 8000 Hz. Honden zijn verder in staat over een afstand van 25 meter frequenties rond de 1 à 2 Hz te horen.

De beweeglijke oorschelpen van de hond maken het hem mogelijk om een geluid driedimensionaal te lokaliseren; hij kan dat daarom veel beter dan de mens. Een hond kan de richting waaruit een geluid komt met een afwijking van 2% bepalen (bij de mens meer dan 15%). Bij de beweging van de hondenoren zijn niet minder dan 17 spieren betrokken.
Honden met hangoren hebben een iets zwakker vermogen om geluid te lokaliseren. De oren hebben echter naast hun fysieke functie ook een belangrijke taak bij de communicatie met andere honden, en met de mens. Ook op dit punt zijn honden met hangoren dus enigszins in het nadeel.

### Ogen
Vroeger werd aangenomen dat honden enkel grijstinten of 'zwart-wit' konden zien. Uit nader onderzoek is echter gebleken dat honden wel degelijk kleuren kunnen zien, maar wel anders dan de mens.
Het oog van de hond bevat, zoals bij alle zoogdieren twee typen receptoren. De staafjes zijn voor de waarneming van grijstinten verantwoordelijk, de kegeltjes voor het zien van kleuren. In het oog zijn meer staafjes dan kegeltjes, en staafjes hebben minder licht nodig om een signaal aan de hersenen te geven. De kegeltjes zorgen voor het kleurenzien, indien er genoeg licht aanwezig is.
In het oog van honden is, zoals bij de meeste zoogdieren, een tapetum lucidum aanwezig, dat invallend licht terugkaatst en zo het bestaande licht versterkt. Dit verklaart waarom honden in de schemering veel beter kunnen zien dan mensen, bij wie deze structuur afwezig is.

Diagram ogen hond

Het oog van de hond heeft twee verschillende types kegeltjes, die op groen of op blauw licht reageren, dit in tegenstelling tot de mens, die over drie verschillende types beschikt, die op rood, groen en blauw licht reageren. Een hond ziet geen rood en ervaart rode dingen als (donker)groen. Een rode bal in het gras is voor een hond dus lastig te zien.
Een ander verschil is dat het hondenoog in het bereik rond 430 nanometer (zie tekening) de grootste gevoeligheid vertoont. Bij de mens is dit rond 530 nanometer. De scherpte van het beeld is waarschijnlijk kleiner dan bij de mens en meer op beweging gericht. Stilstaande dingen worden door de hersenen onderdrukt en zijn door de hond minder goed waar te nemen.
Het gezichtsveld van de hond is met circa 240 graden duidelijk groter dan dat van de mens, mede door de zijdelingse inplanting van de ogen op de schedel. Het bereik waarin een hond driedimensionaal kan zien is met 120 graden ongeveer even groot als dat van de mens.

### Neus

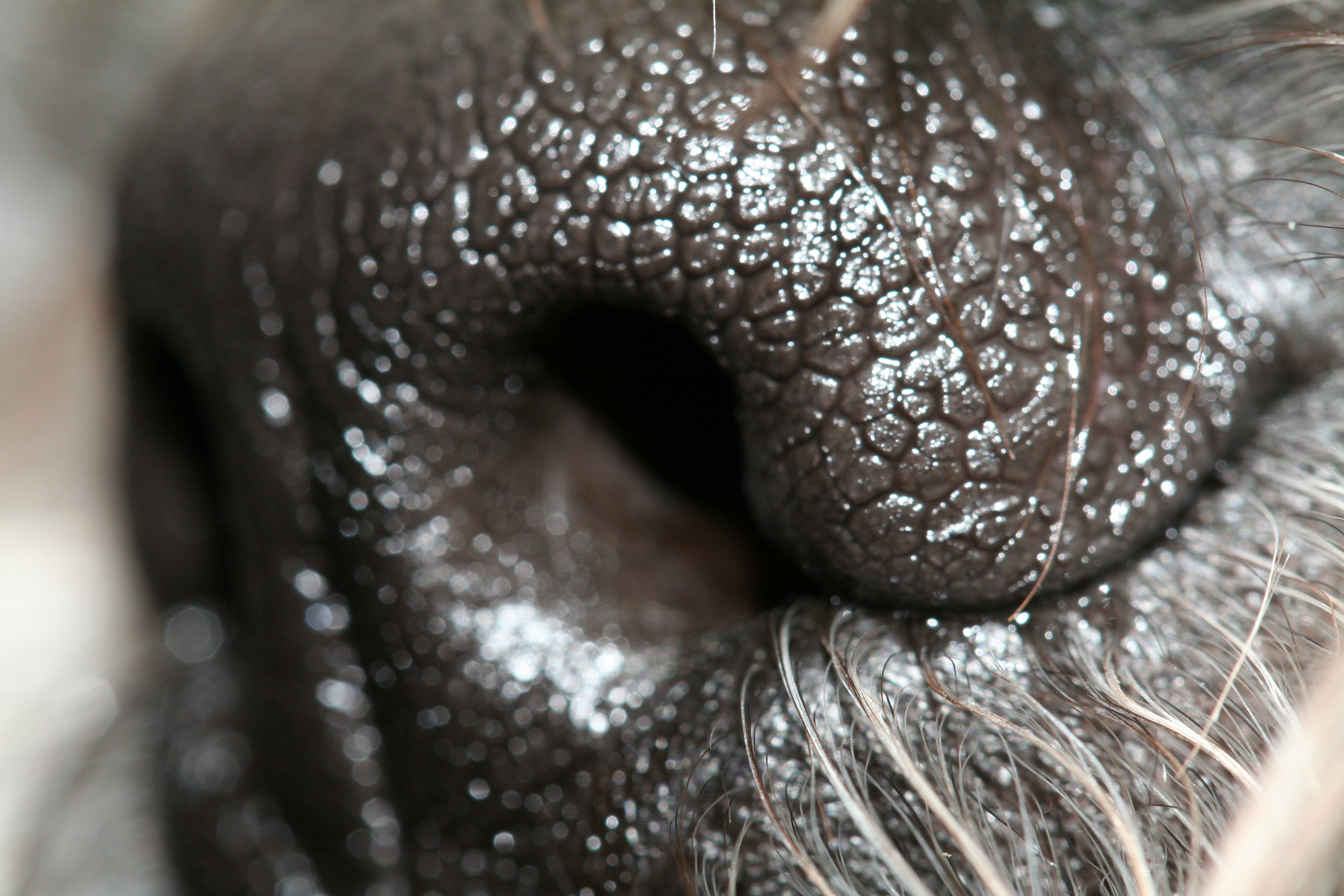
De hondenneus is altijd vochtig, onbehaard en heeft grote neusgaten

De reukzin van honden is veel beter ontwikkeld dan bij de mens. In de eerste plaats komt dit door het grotere aantal reukcellen. Globaal geldt dat hoe langer de snuit is, des te beter het reukvermogen. Tussen de verschillende hondenrassen bestaan dan ook aanzienlijke verschillen op dit punt. De mens heeft ongeveer 10 cm² reukepitheel, de hond daarentegen gemiddeld 100 cm², maar dat varieert tussen 30 cm² bij een Franse buldog en 169 cm² bij een Duitse herder. Beroemd is de bloedhond om zijn vermogen om sporen te volgen.
De kwaliteit van de reukzin wordt echter ook door andere factoren bepaald, want metingen hebben aangetoond dat het reukvermogen van een hond rond één miljoen keer zo sterk is als dat van de mens. Daarbij speelt dat honden met korte inspiraties rond 300 keer per minuut kunnen ademen, zodat er steeds nieuwe aanvoer van verse lucht is met een grotere turbulentie, waardoor geurstoffen gemakkelijker met het reukepitheel in contact kunnen komen.
In de hersenen worden de binnenkomende signalen verwerkt. Het is aangetoond, dat honden 'stereo' kunnen ruiken. De hond neemt dus waar of een geur van rechts of van links komt. Op deze manier kan hij de richting van een geurspoor beoordelen. Belangrijk bij de richtingsgevoeligheid is de natte neus met daarin koudereceptoren die de afkoeling signaleren van het gedeelte waar de lucht langs stroomt, waar een luchtstroom en dus een geur vandaan komt. De reukhersenen zijn in vergelijking met de mens ook veel groter. Bij de hond nemen ze tien procent van de hersenen in beslag tegen één procent bij de mens. Honden kunnen bepaalde geuren ook via het Orgaan van Jacobson waarnemen.
Brachycefale honden kunnen onder meer door de anatomische bouw van hun schedel en ademhalingswegen moeilijkheden bij de ademhaling hebben.

## Voortplanting

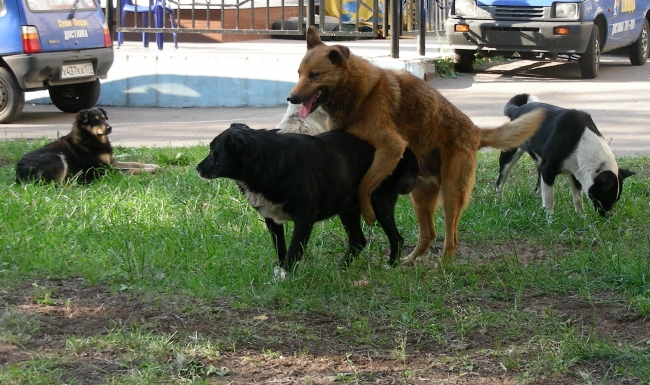
Paring

### Puberteit
De puberteit van reuen begint gemiddeld op een leeftijd van 6 maanden en is meestal op een leeftijd van 12 maanden afgesloten. Een teef zal haar eerste loopsheid op een leeftijd van 6 tot 9 maanden vertonen. Dit is echter aan een sterkere variatie onderworpen en kan bij grote rassen duren tot een leeftijd van zelfs 2 jaar.

### Cyclus
Teven zijn in het wild mono-oestrische dieren: zij worden maar één keer per jaar loops. Bij sommige van de gedomesticeerde rassen is dit behouden gebleven. Vooral rassen zoals de saarlooswolfhond, waar recentelijk wolvenbloed is ingefokt, vertonen deze eigenschap. De resterende gedomesticeerde honden zijn 2 - 3 keer per jaar loops. Tussen de verschillende loopsheden liggen gemiddeld 7 maanden, maar het tijdsinterval is per hond aan grote variaties onderworpen.
De loopsheid wordt in twee fasen opgedeeld, die elkaar opvolgen. In de eerste fase (pro-oestrus) zal de vulva van de teef opzwellen en zal de teef een bloederige uitvloei vertonen. De afgegeven feromonen trekken reuen aan, maar de teef laat zich in dit stadium nog niet dekken. Deze fase duurt gemiddeld negen dagen tot maximaal 17 dagen. In een tweede fase neemt de zwelling van de vulva iets af en wordt de uitvloei minder. De kleur verandert van rood naar geelbruinachtig. De teef trekt nu naast reuen ook andere teven aan. De teef accepteert nu de reu en een dekking kan plaatsvinden. Ook deze fase duurt gemiddeld 9 dagen (varieert tot 21 dagen). Tijdens de tweede fase (oestrus) zal de eisprong plaatshebben.
Als bevruchting heeft plaatsgevonden, wordt deze gevolgd door een dracht, zie Dracht en geboorte. De dracht duurt ongeveer 64 dagen.
Als er geen bevruchting heeft plaatsgevonden, wordt de loopsheid van de teef gevolgd door een derde fase, de metoestrus. Daarna komt een fase van seksuele inactiviteit, de anoestrus, die sterk uiteen kan lopen, maar gemiddeld 4 maanden duurt. De anoestrus wordt opnieuw gevolgd door een loopsheid.

### Dekking (bevruchting)

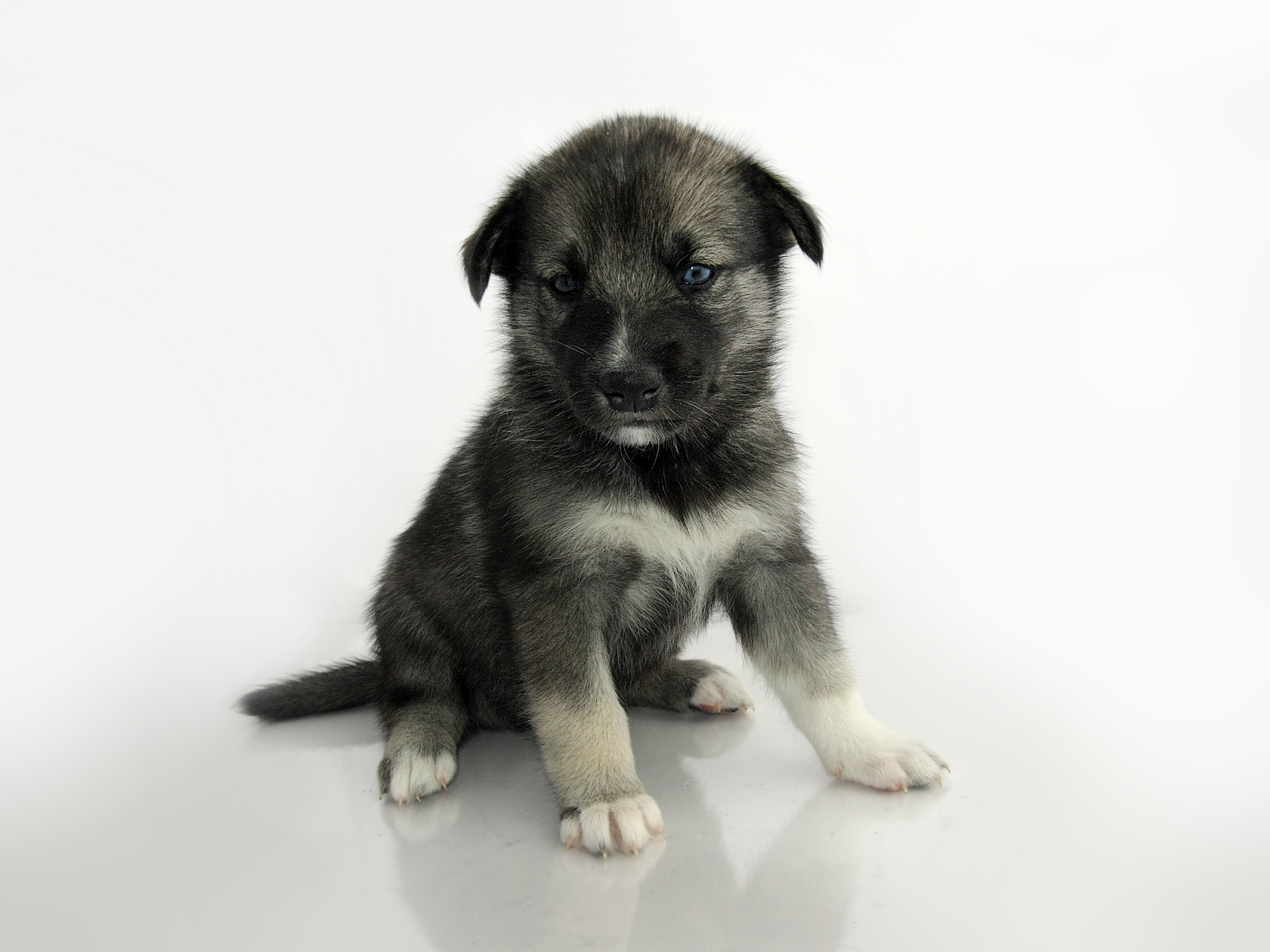
Puppy van een kruising keeshond - Husky

Na enkele stotende bewegingen treedt gedurende de paring er bij de reu een zwelling op van de bulbus glandis, een zwellichaam rond de penis. Hierdoor blijft de reu in de vagina van de teef hangen. Contracties van de vagina lokken bij de reu dan een ejaculatie uit. De ejaculatie treedt in meerdere fracties op en duurt lang. Gemiddeld lost een reu bij een ejaculatie 5 tot 10 ml sperma (variaties van 2-25 ml). In het ejaculaat zijn 200 tot 300 miljoen zaadcellen per mm3 aanwezig. Na enkele minuten komt de reu (na het afzwellen van het zwellichaam) vanzelf los.

#### Rol mens
Vaak wordt aangeraden een teef niet direct tijdens de eerste loopsheid te laten dekken, maar daarmee te wachten tot een leeftijd van 2 jaar, ongeveer de derde loopsheid.
Losrukken van reu en teef door de mens gedurende de paring is voor beide honden gevaarlijk en pijnlijk. Bovendien kunnen honden agressief reageren op de menselijke interventie.
Sommige hondenrassen hebben door bepaalde kenmerken moeilijkheden met paren. Mannelijke Franse bulldogs kunnen bijvoorbeeld niet een teef beklimmen, zodat dan moet worden gefokt door middel van kunstmatige inseminatie. Ook kunnen door de grootteverschillen bepaalde rassen niet onderling paren (bijvoorbeeld een jack russell en een sint-bernard).

### Dracht en geboorte
Na een gelukte dekking zal de teef drachtig worden. Gemiddeld duurt een dracht bij honden ongeveer 64 dagen, maar bij een bouvier kan dit wel 85 dagen zijn. Wanneer de teef een groot nest draagt, kan de geboorte enkele dagen eerder plaatsvinden, maar bij een kleine worp kan de geboorte enkele dagen langer op zich laten wachten. De puppy's zijn de eerste tien dagen nog blind. De teef zal haar puppy's ongeveer drie weken lang zogen. Daarna kunnen de puppy's overgaan op puppyvoeding, en na vijf tot zeven weken zijn ze volledig gespeend.

### Levensverwachting
Een hond kan met goede verzorging 15 jaar oud worden. Rashonden worden vaak gemiddeld iets minder oud dan bastaards. Ook zeer grote rassen leven gemiddeld wat korter.

### Gevolgen van inteelt
De verschillende rassen van honden zijn in het verleden door strenge selectie ontstaan. Fenotypische kenmerken, zoals vachtkleur, zijn bij honden vaak op recessieve genen gecodeerd. Om een stabiele vachtkleur van een ras te verkrijgen, was het dus nodig nauw verwante honden met elkaar te kruisen. Dit heeft de kans op genetisch overgedragen ziekten verhoogd; honden die hieraan lijden moeten uit de fokkerij geweerd worden, maar dit gebeurde niet altijd, zodat hun genetische schade zich kon verspreiden.
Tegenwoordig tracht men genetische ziekten te beperken door gericht te fokken en door aangetaste dieren uit de fokkerij te weren, maar bij sommige ziekten is dat moeilijk. Voor bepaalde rassen is het verplicht fokdieren op genetische ziekten te laten testen. Een voorbeeld hiervan is heupdysplasie. Ook stamboomonderzoek en berekening van inteeltfactoren worden tegenwoordig gebruikt om het risico op overdracht van genetische ziekten zo laag mogelijk te houden.

## Voeding en gezondheid

### Voeding van de hond
Honden worden beschouwd als alleseters (omnivoren) met een sterke voorkeur voor vlees. Ze hebben de scherpe, puntige tanden en het korte maag-darmkanaal van vleeseters (carnivoren), die meer geschikt zijn voor de consumptie van vlees dan van plantaardige voedsel. Maar honden kunnen ook zetmeel en glucose verteren. Uitgesproken vleeseters zoals katten kunnen dat niet.

Honden zijn in een proces van duizenden jaren erin geslaagd zich aan te passen aan de levenswijze van mensen en aten hun etensresten. Ze gedijen dan ook op een verscheidenheid aan voedsel, zowel vlees als plantaardig. Het vermogen van honden om koolhydraten te verteren wordt gezien als een belangrijk verschil met wolven. 

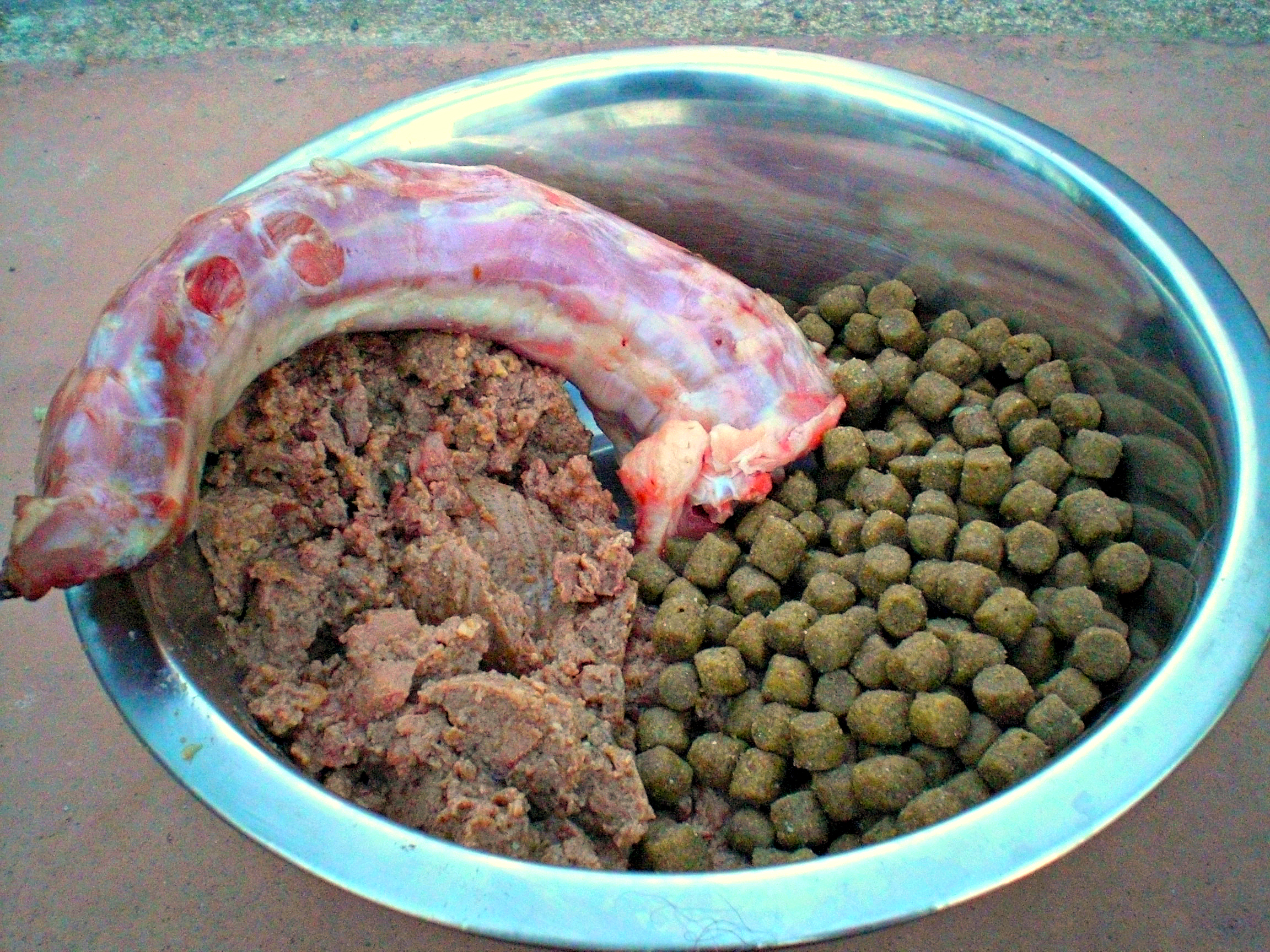
Verschillende vormen hondenvoeding

De voedingsbehoefte van honden varieert met de activiteit, met het ras, de leeftijd en de omgevingstemperatuur. De energiebehoefte van een dier bij normale activiteit ligt rond de 500 kJ per kilogram metabool gewicht. Dit kan oplopen tot 4200 kJ per kilogram metabool gewicht per dag bij zeer actieve dieren, zoals sleehonden. Te veel voedsel en te weinig beweging kan leiden tot obesitas.
In landen als Nederland leven honden doorgaans van speciaal hondenvoer, waarvan vele soorten in de handel zijn, vaak in  de vorm van brokken of blikvoer. Dit is veelal afgestemd op de voedingsbehoefte van honden.  Aanvullingen hierop zijn niet nodig en hebben vaak een negatief effect. Zo kan de toevoeging van calcium tot blaasstenen en botafwijkingen leiden. Sommige hondenbezitters voeden hun hond met "rauw voer" of "BARF", met als basis rauw vlees en botten. Andere hondenbezitters voeden hun hond met veganistisch voedsel. Onderzoek toont aan dat veganistisch hondenvoer voldoet of zelfs vaak gezonder is. Anno 2022 zijn er diverse fabrikanten die gebalanceerd niet op vlees gebaseerd hondenvoedsel op de markt brengen.
Honden hebben soms de neiging hun eigen poep of die van andere honden of dieren te eten, een verschijnsel dat coprofagie wordt genoemd. Mogelijk heeft dit gedrag te maken met de wens om het nest schoon te houden, mogelijk is het gedrag dat honden hebben ontwikkeld om aan voeding te komen in tijden van schaarste.

### Ziekten bij de hond
Behalve genetische aandoeningen komen er verschillende verworven ziekten en aandoeningen voor bij honden. In het oog springende ziekten betreffen aandoeningen van de vacht en de spijsvertering (diarree). Daarbij kunnen parasieten een rol spelen. Voorbeelden zijn vlooien, teken, verschillende soorten wormen, en mijten die schurft en puppyschurft veroorzaken. Ook kunnen parasieten diverse soorten gevaarlijke virussen, bacteriën protozoa en andere dieren (zoals hartworm) overdragen op honden.
Bij honden kunnen zich vergelijkbare ziekten voordoen als bij mensen, zoals, naast de al genoemde aandoeningen, bijvoorbeeld ziekten aan longen en luchtwegen (kennelhoest), gewrichten en skelet (hernia, Wobbler syndroom), spieren, geslachtsorganen, hart, hersenen (epilepsie), nieren en blaas (blaasontsteking), gehoor (oorontsteking), zicht (oogontsteking, staar), reuk, gebit en problemen met afweer, bloed, hormonen (cushing) en gedrag.
Een tegenwoordig in Nederland zeldzame, maar wel ernstige en zeer besmettelijke ziekte is hondenziekte. De ziekte wordt veroorzaakt door het hondenziektevirus, dat wordt verspreid door direct contact met honden die zijn geïnfecteerd. De infectie tast in eerste instantie de ademhalingsorganen aan: de hond heeft moeite met ademhalen en hoest. Ook zullen de ogen tranen. Daarnaast kan de infectie leiden tot longontsteking, darmontstekingen, huidaandoeningen en aantasting van het zenuwstelsel met verlamming van de ledematen tot gevolg. De ziekte kan fataal zijn.
In 2024 stak in verschillende Europese landen het weerwolfsyndroom de kop op, een zeldzame maar ernstige ziekte die tot de dood van de hond kan leiden.
Een ook voor mensen gevaarlijke ziekte is hondsdolheid.

## Communicatie en opvoeding

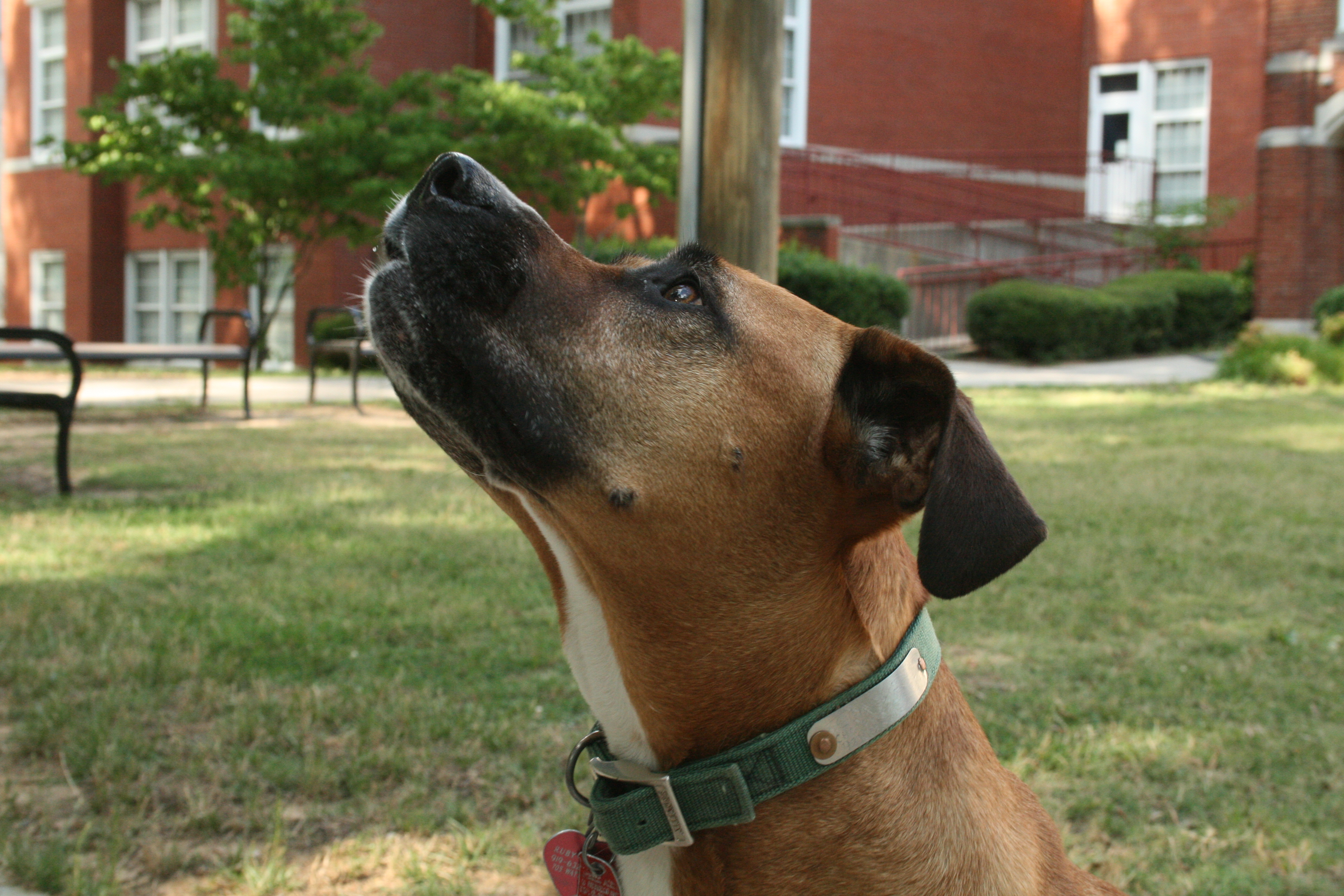
Een schooiende hond vertoont een typische lichaamstaal

### Communicatie van hond naar mens
Honden communiceren met mensen via blaffen en grommen. Grommen komt in het wild ook voor bij wilde dieren, vooral bij andere hondachtigen, zoals wolven en vossen. Dit systeem is bedoeld om zichzelf te beschermen tegen (mogelijke) gevaren en situaties die dreigend overkomen. Uit nieuw onderzoek is gebleken dat honden het systeem van blaffen waarschijnlijk hebben ontwikkeld om zo met de mens te kunnen communiceren. De wolf, waarvan de hond afstamt, blaft niet. Wolven huilen en grommen alleen. Uit dit onderzoek is ook gebleken dat mensen dit systeem meestal ook begrijpen.
Er zijn verschillende blaffen voor iedere soort situatie. Zo heeft de hond een blaf voor als zijn of haar baas weer thuis komt; vrolijk dus. Een blaf voor als de hond aan het spelen is, als er iemand inbreekt of als hij iemand echt aanvalt.
Honden hebben daarnaast een eigen lichaamstaal en gebruiken deze zowel voor communicatie met andere honden als voor die met de mens.

### Communicatie van mens naar hond
De mens past meestal zijn of haar taalgebruik in zekere mate aan, als hij of zij met een hond praat. De meeste mensen communiceren met een hond in hun eigen taal; uit onderzoek is gebleken dat taal geen invloed heeft op een hond. Honden luisteren slechts naar tonen zoals aa, ee, oe, oo, ie enzovoorts; als men "zit, af, poot" zegt hoort de hond hoogstwaarschijnlijk "ì, à, oo". Wanneer een taal afwijkt van de taal waarin de hond commando's heeft geleerd, kan hierdoor verwarring ontstaan. Dit komt echter niet vaak voor, aangezien de meeste mensen ook lichaamstaal gebruiken. Anders dan wolven, zijn honden erg gericht op de lichaamstaal van mensen en hebben ze die, mits consequent toegepast, doorgaans snel door. Dat begint al als pup. Mensen kunnen, mits deze een juiste en consequente aanpak kiezen, doorgaans moeiteloos met hun hond communiceren. Zo begrijpen honden het als een voorwerp stilzwijgend door een mens wordt aangewezen. Ook zijn ze in staat om de hulp van mensen in te roepen met een kenmerkende vragende blik, soms gepaard met een typische blaf. Bijvoorbeeld als ze ergens niet bij kunnen. Dit gedrag is wolven, ook als ze tam zijn, volkomen vreemd. Het taalniveau dat gebruikt wordt om met honden te communiceren, is vaak gelijk aan het niveau van kinderen of zuigelingen.
Honden worden vaak als praatpaal gebruikt door mensen, die hiermee hun emoties kwijt kunnen. Een hond is zeer goed in het aanvoelen van de emoties en psyche van de mens. Er zijn hulphonden die speciaal getraind worden om PTSS-patiënten te helpen en ook als hulp voor epilepsie-patiënten.
Mensen ontwikkelen vaak hun eigen trucjes om ervoor te zorgen dat honden beter luisteren, gebaseerd op een geconditioneerde reflex.

### Opvoeding door mensen

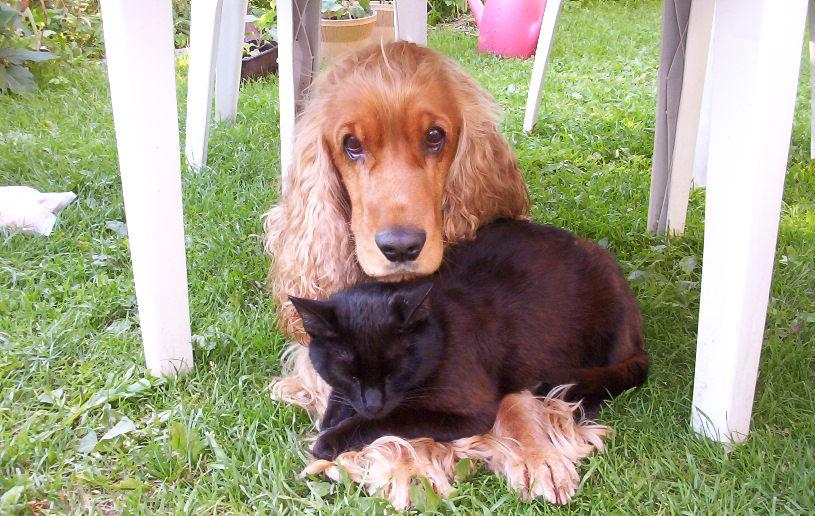
Honden en katten reageren vaak agressief op elkaar, maar kunnen aan elkaar wennen, hier een Engelse cockerspaniël met een kat

Omdat er zoveel verschillende hondenrassen bestaan, zijn er geen algemene regels voor opvoeding van honden door mensen. Wel zijn er enkele vuistregels. Verenigingen van hondenbezitters en commerciële hondenscholen geven tips of trainingen. De vuistregels laten zich in enkele woorden vatten: socialisatie, geduld, aandacht, beloning, commando's, consequent en veiligheid.
- Bioscoopjournaal uit 1963. Wedstrijd voor best verzorgde hond in Rotterdam, georganiseerd door de Dierenbescherming en de Commissie Vakantiebesteding.

## Hond en maatschappij

### De hond als statussymbool

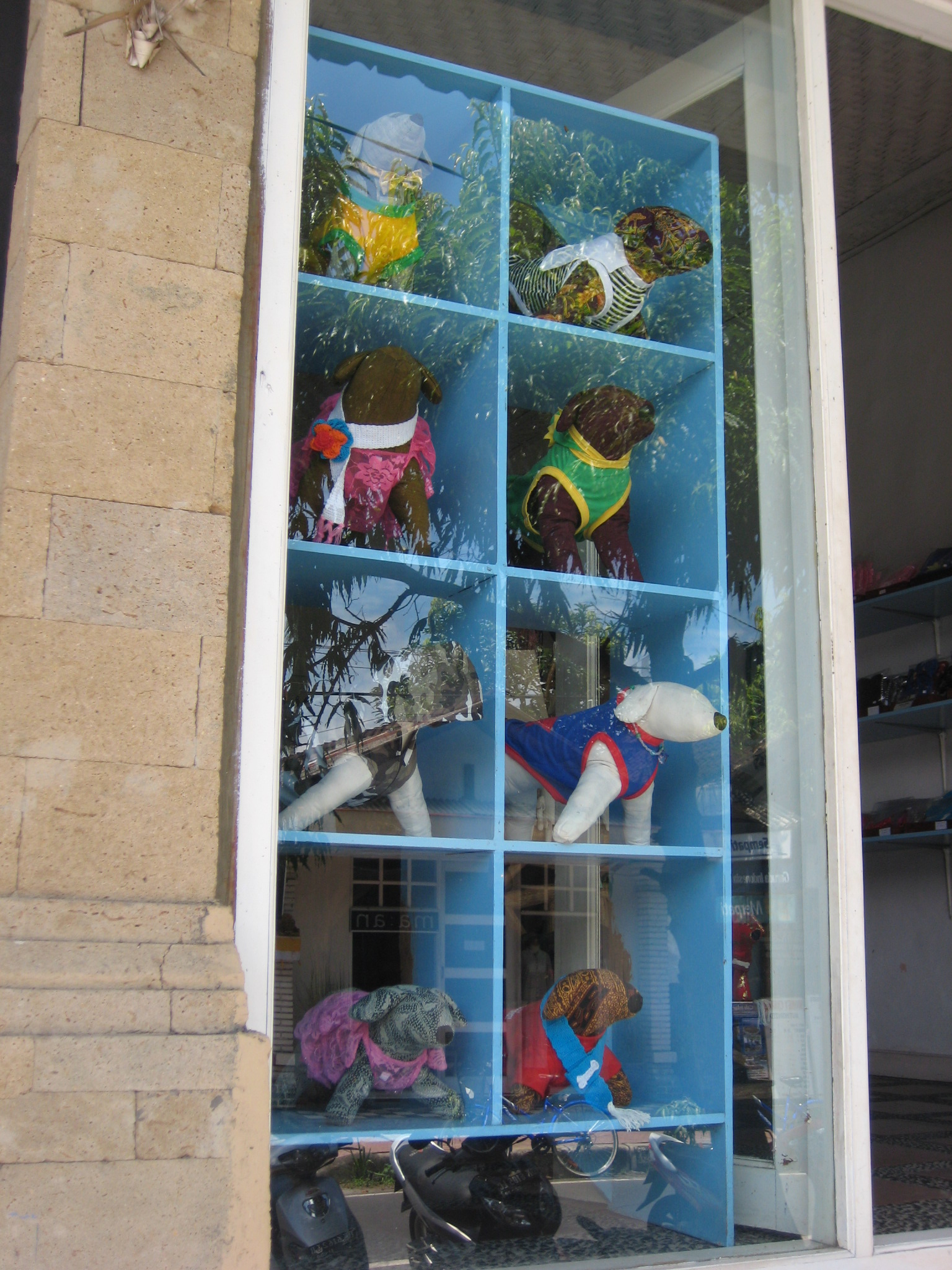
Etalage met hondenkleding op Bali

Al in het Oude Egypte, bij de Etrusken en in de Romeinse tijd werden sommige honden als statussymbool gezien. Een goed voorbeeld voor het Oude Egypte is de Tesem. De Tesem is in de geschreven geschiedenis de oudste gedomesticeerde hond. Twee op een gazelle jagende honden zijn afgebeeld op een schijf die uit circa 4000 v.Chr. dateert en in ieder geval van voor de eerste dynastie. De hond, en met name de jachthond, speelde een belangrijke rol in het dagelijks leven van koningen en edellieden in het Oude Egypte. In 1935 vond de Harvard-Boston-expeditie, onder leiding van George Reisner, in het groot kerkhof ten westen van de piramide van Cheops in Gizeh een inscriptie die de begrafenis van de hond Abuwtiyuw voorstelde. De begrafenis ging met alle eerbewijzen die normaal aan de Egyptische adel te beurt vielen en dit op het bevel van de Egyptische koningen. Zoals de Egyptische edelen was de hond voortdurend in het gezelschap van de koning en toen hij stierf, beval de koning plechtig dat hij in een eigen graf moest worden begraven. De hond nam in Egypte een veel belangrijkere positie in dan de kat. In het oude Tibet geloofden boeddhistische monniken in het klooster dat als het baasje van een mopshond overleed, zijn ziel in het hondje zou trekken. De hondjes werden hierdoor door de andere monniken extra verwend.
Ook tijdens de Middeleeuwen beschouwden mensen de hond als een statussymbool. Dit stimuleerde het ontstaan van hondenrassen die werden gefokt op grootte, lengte, kleur, vorm van de kop, gedrag en aaibaarheid. Nieuwe hondenrassen werden vaak vernoemd naar de streek, het land of eigenaar waar of door wie het gefokt is. Op het 17e-eeuwse schilderij van Caesar van Everdingen van Willem II van Holland is een klein hondje van hem naast hem te zien. Een bekend hondje uit de geschiedenis was het mopshondje Pompey van Willem van Oranje. Pompey sliep altijd bij Willem van Oranje op het bed, en het hondje redde het leven van de prins door te blaffen en in Willems bed te springen als waarschuwing voor Spaanse overvallers die hem in zijn slaap probeerden te vermoorden.
Een bijzonder verhaal is die rond de rassen kingcharlesspaniël en cavalier-kingcharlesspaniël. Koning Karel I staat op vele schilderijen van Anthonie van Dyck met zijn kingcharlesspaniëls. De hondjes zijn ook naar hem vernoemd omdat hij er een groot liefhebber van was. In 1903 heeft men in Engeland geprobeerd de naam Toy Spaniel te veranderen, maar dit stuitte op verzet van koning Eduard VII, ook een liefhebber van het ras. Het ras wordt vaak met koningen geassocieerd. Een exemplaar zat verborgen in het kleed van Mary of Scotland na haar terechtstelling. Koning Karel II maakte zich geliefd bij de bevolking door met deze spaniëls in het St. James's Park te spelen 'voor het dauw was opgetrokken'. Karel II zorgde ervoor dat het niet verboden kon worden dat hij zijn spaniëls mee kon nemen naar openbare gelegenheden en zelfs de Houses of Parliament.
Hij besteedde tijdens zijn vergaderingen met de raadsmannen meer tijd aan het spelen met zijn spaniëls dan met staatszaken. Hij nam zijn honden zelfs mee naar de slaapkamer.
Jacobus I van Engeland bestelde een half dozijn cairnterriërs om deze naar Frankrijk te sturen als geschenk. Vorsten schonken vaker elkaar status gevende hondjes om andere vorsten tevreden te houden.
Tegenwoordig is er een nieuwe manier om honden status toe te kennen. Met name in Hollywood is hondenkleding heel populair. Vele acteurs, zangers, rappers en andere sterren geven hun honden dure hondenkleding, zoals Paris Hilton en haar chihuahua Tinkerbell. Hondenkleding wordt ook in Nederland populairder. Ook zijn er speciale hondensieraden, -bedden, -zonnebrilletjes en -schoentjes.

## De hond als hulpdier
Al duizenden jaren vervullen honden uiteenlopende functies voor de mens.
Zo zijn honden al lange tijd statussymbool en gezelschapsdier. Daarnaast zijn er jachthonden, hulphonden,
herdershonden, politiehonden, reddingshonden, brandweerhonden, trekhonden, poolhonden, waakhonden, vechthonden en assisteerden honden in tijden van oorlog en worden honden gebruikt als proefdier en voedsel.

### Werkhonden

##### Jachthonden
Een functie waar de hond waarschijnlijk het langst voor is gebruikt, was de jacht. Van indianen en Afrikaanse volksstammen is bekend dat ze honden tijdens de jacht gebruikten. De vossenjacht is een eeuwenoude Britse traditie die vooral door de aristocratie werd bedreven. Ook vele vorsten jaagden en jagen samen met honden, zoals koning Charles III. Deze honden hebben een goed jachtinstinct en kunnen goed samen met mensen jagen.

##### Hulphonden
Honden worden al eeuwenlang als hulpdier gebruikt bij mensen met een handicap. Een bekende is een geleidehond. De eerste school voor geleidehonden werd gesticht tijdens de Eerste Wereldoorlog in Duitsland. De bedoeling hiervan was als mobiliteit te dienen om verblinde veteranen terug te brengen. De tweede school, genaamd Seeing Eye, kwam in 1929 in New Jersey, Verenigde Staten. Twee jaar later kwam ook de 'British Guide Dog Association. In Nederland houdt het Koninklijk Nederlands Geleidehonden Fonds (KNGF) zich hier sinds 1935 mee bezig. Voor dit doel wordt vaak de labrador, golden retriever, herdershond, of de Hollandse herder gebruikt. Een geleidehond is een voorbeeld van een assistentiehond. Andere assistentiehonden zijn signaalhonden, ADL-honden en Seizure alerthonden.

##### Herdershonden
Herdershonden worden gebruikt bij het hoeden van vee, voornamelijk door schaapsherders. Als sport wordt schapenhoeden vooral in Engeland, Schotland en Ierland beoefend. Voor dit werk worden verschillende rassen gebruikt, zoals grote, kortharige Duitse en Mechelse herders, en de kleinere, langharige Schotse collies, Groenendaelers en bordercollies.

##### Politiehonden
Honden worden ook gebruikt door de politie. Er wordt verschil gemaakt tussen surveillancehonden, speurhonden en AOT-honden. Surveillancehonden assisteren in de dagelijkse surveillance of bij het optreden van de Mobiele Eenheid. Speurhonden worden gebruikt om menselijke geur, drugs, explosieven en brandversnellers op te sporen. AOT-honden worden ingezet door aanhoudings- en ondersteuningsteams (AOT).

##### Reddingshonden
Er bestaan al eeuwenlang reddingshonden.
Reddingshonden zoals de Berner sennenhond en de sint-bernard werden gebruikt in het Alpengebergte om mensen op te sporen en uit de sneeuw te redden. Tegenwoordig gebruikt men zelden nog traditionele berghonden maar bijna alleen maar Duitse herders.

###### Brandweerhonden
Ook de brandweer gebruikt reddingshonden, de zogenaamde brandweerhonden. Brandweerhonden is geleerd om op steile ladders te klimmen.

##### Trekhonden

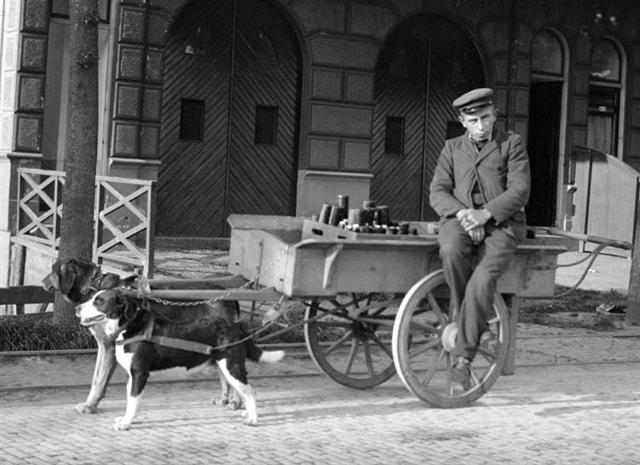
Twee honden voor een transportkar

Tot in de jaren 1920 kwam de hondenkar vrij algemeen in het straatbeeld voor. De trekkracht van de hond bleek de mens goed van dienst te kunnen zijn. Van schilderijen en uit allerlei andere bronnen is bekend dat al rond 1675 hondenkarren in het Nederlandse straatbeeld voorkwamen. De definitieve doorbraak van de trekhond en de hondenkar dateert in Nederland van omstreeks 1800. Van België en onder meer Duitsland, Frankrijk, Noorwegen en Zwitserland weet men dat er vanaf die tijd tot rond 1950 ook met hondenkarren gewerkt werd. In Denemarken was het werken met hond en hondenkar niet toegestaan en in Parijs werd het al rond 1824 verboden. Engeland verbood vanaf 1855 de inzet van de hond als trekhond.
De mens liet de hond ingespannen voor, onder of achter de kar voor zich werken. Een van de redenen om dit dier in te zetten was dat de hond een goedkopere werkkracht was dan bijvoorbeeld het paard. Wie zich geen paardenkracht kon veroorloven gebruikte de energie van de hond als transportmiddel. Honden trokken niet alleen karren maar ook ploegen en zelfs trekschuiten. De hond was meestal goedkoop in de aanschaf en stelde geen hoge eisen aan onder meer zijn voeding, onderkomen en verzorging. Het dier nam meestal genoegen met wat de "pot schafte"; zijn maaltijd bestond hoofdzakelijk uit etensresten, brood, groenten en slachtafval.
Verschillende hondenrassen, maar ook bastaarden, hebben werk met de hondenkar verricht. Het zijn voornamelijk de voorouders van de huidige bekende hondenrassen zoals: bouviers, Duitse doggen, Duitse herders, Groenendaelers, Hollandse herders, Pyrenese berghonden, sennenhonden en Siberische husky's. De Matin Belge werd speciaal voor dit doel ontwikkeld.
In de Trekhondenwet van 1910 werd een vergunning voor het gebruik van de hond als trekhond verplicht gesteld. De vergunning werd pas verstrekt wanneer aan de voorschriften wat betreft de begeleider, hond en kar werd voldaan. In 1912 werd de Anti Trekhonden Bond opgericht die nu door het leven gaat als Bond tot Bescherming van Honden, ook wel bekend als de Hondenbescherming. Tegenstanders van de hond als trekdier wonnen in de loop der jaren langzaam terrein. De Wet op de Dierenbescherming, die met ingang van 1962 in werking trad, verbood uiteindelijk het beroepsmatig werken met honden.

###### Poolhonden
Vele noordelijke volkeren uit Lapland, Groenland, IJsland en Canada gebruiken al eeuwenlang de hond om een slee te trekken. De ouderwetse eskimoslee wordt door 10 tot 15 poolhonden voortgetrokken. De honden kunnen in één dag 80 km afleggen.

##### Waakhonden
Waakhonden bestaan al duizenden jaren. Waakhonden worden door mensen gebruikt om een bepaald gebied of gebouw te bewaken, zoals woningen, bedrijven, erven of agrarische gebied. De Romeinen gebruikten veel waakhonden. Ook in veel middeleeuwse kastelen liepen dit soort honden. Bijna alle honden kunnen worden ingezet als waakhond. Zelfs de chihuahua staat bekend als waaks, in miniatuurversie. In de geschiedenis had vooral de adel waakhonden. Julius Caesar scheen een voorkeur te hebben voor de mastino napoletano.

##### Vechthonden
Er bestaan al heel lang hondengevechten. Hondengevechten worden meestal georganiseerd ter vermaak van de mens. De Romeinen gebruikten grote honden in arena's om onder anderen christenen te verscheuren. Ook kan er geld mee verdiend worden. Hondengevechten zijn nu in de meeste westerse landen verboden omdat het met veel dierenleed gepaard gaat. Honden worden zowel geestelijk als lichamelijk mishandeld om ze vals en agressief te maken om tegen andere honden te vechten. Tijdens hondengevechten loopt de hond ernstige littekens op. Ook worden er proefhonden gebruikt als agressie-instrument om vechthonden met het vechten op te laten oefenen. Hoewel hondengevechten tegenwoordig taboe zijn, proberen sommigen het als een stoere bezigheid te laten zien.

##### Honden in oorlog
Honden worden al duizenden jaren lang ingezet bij oorlog. De Romeinen gebruikten de mastino napoletano veel in oorlog. Alexander de Grote nam ook veel honden mee tijdens zijn oorlogen.
Antitankhonden zijn honden met explosieven op hun rug; ze zijn getraind om onder vijandige tanks te duiken, waardoor de explosieven afgaan. Ze werden tijdens de Tweede Wereldoorlog in Rusland getraind om te helpen met de strijd tegen nazi-tanks. Maar omdat ze hadden geoefend op Russische tanks, liepen de honden op het slagveld naar de Russische tanks in plaats van naar de vijand. Het Duitse leger had snel weet van deze hundminen. Russische honden werden in het vervolg doodgeschoten, omdat ze misschien explosieven zouden kunnen dragen. Hierdoor bleven er nog maar weinig honden over aan het oostfront, waardoor het gebruik van honden als verrassingswapen nog onwaarschijnlijker werd. Na de oorlog werden er efficiëntere en makkelijkere methodes geïntroduceerd.

#### Honden als huisdier
De relatie tussen mens en hond wordt vaak gekarakteriseerd door de sterke emotionele band. Honden zijn door de wereldgeschiedenis heen al lang een populair huisdier en het eerste huisdier. Geen dier ter wereld staat zo dicht bij de mens als de hond. Honden worden vaak ook beste vriend van de mens genoemd. Veel mensen nemen een hond als huisdier om het huis te bewaken, maar vooral omdat een hond als echte vriend gezien wordt die de mens nooit in de steek zou laten. Onderzoek heeft aangetoond dat honden emoties kunnen evenaren die bij geen enkel ander dier ooit zijn voorgekomen. Zo kunnen honden qua emoties precies voelen wat hun baasje voelt. Honden zijn ook het intelligentste huisdier. De hond is op de kat na in Nederland het populairste huisdier. Katten zijn populairder omdat ze goedkoper en minder tijdrovend zijn. Honden zijn sociale dieren en daardoor afhankelijker van de mens.

#### Honden als proefdier
Proefexperimenten op dieren, onder andere op honden, komen al jarenlang voor; Vereniging Proefdiervrij probeert al sinds 1897 om dit af te schaffen. Voor welke experimenten honden precies worden gebruikt is niet duidelijk. Deze informatie wordt geheimgehouden. In grote lijnen is wel bekend waar de dieren voor zijn gebruikt. Veel honden (917) werden in 2003 gebruikt voor de ontwikkeling van vaccins of geneesmiddelen. Ook in het onderwijs werden veel honden gebruikt (823). Precieze informatie over dit geneesmiddelenonderzoek of onderwijs wordt niet gegeven. Het blijft daarmee ook onduidelijk of het onderzoek met honden niet op een andere manier had kunnen worden uitgevoerd. Ruim 350 honden werden gebruikt om een wetenschappelijke vraag te beantwoorden.
Een derde van alle proeven op honden (706) werd uitgevoerd omdat dat vereist was volgens de Nederlandse of Europese regels.
In 2003 werd in de uitzending van het consumentenprogramma Radar over dierproeven voor diervoeders gesproken over het doorsnijden van de stembanden om blaffen te voorkomen. De informatie hierover kwam uit een Amerikaans contractlaboratorium. Dit is in Nederland bij wet verboden (art. 40 van de Gezondheids- en welzijnswet voor dieren). In 2003 zijn in Nederland 2134 proefhonden gebruikt.
Ook gebruikte de communistische Sovjet-Unie zogenaamde ruimtehonden zoals ruimtehond Laika, die op 3 november 1957 vanaf Bajkonoer werd gelanceerd om de leefbaarheid van kunstmatige satellieten te testen. Laika stierf al na een paar uur in de ruimte aan oververhitting en stress, voordat de vierde omloop ten einde was.

#### Honden als voedsel
In sommige Aziatische landen worden sommige honden gefokt in boerderijen en vervolgens geslacht voor voedsel. In Korea wordt hondenvlees gebruikt in medische soep. Soms ontstonden er conflicten tussen westerse hondenliefhebbers en hondenvleeseters. Zo kwam in het nieuws dat de Koreaanse regering tijdens het FIFA Wereldkampioenschap voetbal in 2002 in Korea opriep om het gebruik van hondenvlees sterk te beperken omdat dit westerlingen flink dwarszat. Op de Filipijnen werd hondenvlees verstrekt om de hongersnood tegen te gaan.
Tijdens de Hongerwinter werden vele honden vanwege de hongersnood geslacht voor voedsel.
In China werden chowchows naar opslagruimten van families gestuurd om daar te waken, wanneer er een flink voedseltekort was werden de honden geslacht voor voedsel. In de Chinese provincie Yunnan worden levende honden op markten verkocht voor voedsel. Sinds de tijd van Confucius werd de hond zeer gewaardeerd in China. Maar de filosoof Mencius noemde hondenvlees het lekkerste van alle vleessoorten. In de traditionele Chinese geneeskunst wordt de penis van een hond als een afrodisiacum gezien en wordt daarom ook opgediend in sommige restaurants.

## De hond in religie
In verschillende religies krijgt de hond speciale aandacht, vaak  niet in positieve zin. Sommige moslims bijvoorbeeld beschouwen de hond onrein (haram), hoewel het in de praktijk, bijvoorbeeld in Turkije, voor moslims niet ongewoon is om een hond als huisdier te hebben. De religieuze spijswetten verbieden joden honden te eten (niet koosjer).
In het christendom wordt de hond soms eveneens als onrein beschouwd. In de Bijbel is op verschillende plaatsen een weinig vleiend taalgebruik over honden te vinden. Er zijn aanwijzingen dat met de kerstening in Europa de status van honden verminderde.
Daarnaast wordt de hond soms als attribuut gebruikt. Een hond, brood en een wonde op het been zijn de attributen van de Heilige Rochus; een hond met een toorts in de bek, een ster en een lelie die van de Heilige Dominicus, stichter van de orde der dominicanen, 1221.

### In het christendom
De Rooms-Katholieke Kerk erkent Rochus van Montpellier, een heilige uit Frankrijk die leefde in de 14e eeuw, als de beschermheilige van honden. Het wordt gezegd dat hij besmet raakte met de pest tijdens het verrichten van liefdadigheidswerk en het was verwacht dat zij zou overlijden. In het bos bevriende hij een hond die zijn plekken likte. Ook bracht de hond hem voedsel, waardoor hij in staat was om te herstellen. Op 16 augustus wordt dit in Bolivia gevierd als de "verjaardag van alle honden".
Er wordt ook een hond vermeld in het deuterocanonieke boek van Tobit. In dit boek gaat het om een hond die trouw gezelschap biedt aan Tobias, de zoon van Tobit.

### In de islam
Een deel van de soennitische en sjiitische moslims beschouwen honden als ritueel onrein. In sommige in meerderheid islamitische landen - zoals Turkije - zijn honden echter wel een populair huisdier, ook onder praktiserende moslims. De profeet Mohammed had verschillende houdingen jegens honden. Volgens hem zorgt het houden van honden ervoor dat de goede daden van een moslim deels verloren gaan. Aan de andere kant benadrukte hij ook dat honden en andere dieren met vriendelijkheid behandeld dienen te worden.
In een overlevering (Hadith) van Abu Huraira zou de profeet het volgende hebben gezegd over een hond:
Een dorstige man liep tijdens het wandelen richting een put om daar te drinken. Toen hij uit de put kwam, zag hij een hond die hijgde en modder begon te eten van de dorst. De man zei: "Deze hond heeft hetzelfde probleem als ik." Hij ging vervolgens terug, vulde zijn schoen met water, en gaf het aan de hond. Allah bedankte hem voor zijn goede daad en vergaf hem. De mensen vroegen: "O, apostel van Allah, is er voor ons een beloning in het helpen van dieren?" De profeet antwoordde: "Ja, er is een beloning in het helpen van elk levend ding."

### In het jodendom
Het jodendom kent geen expliciet verbod op het bezitten van honden, en hoewel de mening over honden onder de joden verdeeld is, worden honden vaak negatief afgebeeld in de Torah en de Talmoed. Ze worden daarin geassocieerd met geweld en onreinheid. Deuteronomium 23:19 lijkt honden te vergelijken met prostitutie en in het boek I en II Koningen worden honden beschreven die lijken opeten. In de Psalmen worden honden beschreven als beesten die mensen aanvallen.
De negatieve houding jegens honden wordt ook teruggevonden in de Talmoed, waarin honden worden beschreven als gevaarlijke dieren. Het bezit van dieren om ongedierte te bestrijden is volgens de Talmoed toegestaan, maar de honden moeten wel aangelijnd zijn, en degene die de hond opvoedt is vervloekt. In de joodse mystiek zijn honden een symbool van demonen en de Zohar vermeldt dat het kwaad in de wereld is zoals een valse hond aan een lange lijn.
De Mishneh Torah vermeldt dat honden aangelijnd moeten zijn, omdat ze "bekend staan om het veroorzaken van schade". De Shulchan Aruch is minder streng en meent dat dit enkel nodig is indien de hond bewezen vals is. Verreweg de meeste joodse autoriteiten geloven dat er geen verbod is op het bezitten van honden. Slechts een minderheid gelooft dat het bezitten van een hond als gezelschapsdier het gedrag is van de "onbesnedenen".
Het is in het jodendom echter absoluut verboden om levende wezens, waaronder honden, te mishandelen of te verwaarlozen. Volgens de joodse wet is het verplicht om te zorgen dat elk gehouden dier voedsel krijgt. Indien een religieus joods persoon ervoor kiest om een hond te bezitten, dan gelden de volgende regels:
- De hond mag niet gesteriliseerd of gecastreerd worden.
- De oren en de staart mogen niet afgeknipt worden.
- De hond hoeft niet te werken tijdens (de sabbat).
- De hond mag niet-koosjer voedsel nuttigen.

In juli 2019 kwamen meerdere rabbijnen uit El'ad met het plan om honden in de stad te verbieden. Vrouwen en kinderen zouden bang zijn voor het geblaf. Zij baseren het verbod ook op de bovenstaande religieuze citaten.

### In het zoroastrisme
In het zoroastrisme wordt de hond beschouwd als een weldadig en rein wezen waar goed voor gezorgd moet worden. De hond wordt geprezen vanwege zijn nuttige werkzaamheden in het huishouden. Tevens zou de hond spirituele eigenschappen bezitten en demonen afdrijven. De hond heeft in het zoroastrisme een connectie met het hiernamaals, waarbij de hemel wordt bewaakt door honden. Het zoroastrisme kent een bevel dat betrekking heeft op honden, Ihtiram-i sag, hetgeen zoveel betekent als "respect voor de hond". Het wordt vaak gebruikt door Iraanse dorpelingen die het zoroastrisme aanhangen.

## De hond als economische sector
In zowel Nederland als België worden ongeveer 1,5 miljoen honden gehouden.
In Nederland betekent dit dat 18% van de huishoudens een hond bezat, in België 23%.
Rond de hond heeft zich in beide landen een hondensector of -industrie ontwikkeld. Zo zijn er in Nederland (2014) 3560 fokkers aangesloten bij de Raad van Beheer op Kynologisch gebied (RvB). Deze RvB is verantwoordelijk voor de stamboomregistratie van Nederlandse pups met een stamboom. Daarnaast zijn er voor honden speciale trimsalons, evenementen, beurzen, fokkers, trainingscentra en hondenscholen. In Nederland zijn er voor gezelschapsdieren in het algemeen 1500 speciaalzaken, diverse opleidingen, dierenartsen, diervoedingbedrijven, ambulances en opvangcentra.
Zowel in Nederland als België is er ruim een miljard euro gemoeid met gezelschapsdieren. Van België is onderzocht hoe de verdeling van de uitgaven voor huisdieren en ook honden verdeeld is. Belgische huisdierbezitters geven het meest geld uit aan voeding (55,9%), dan dierenarts (23,2%), vervolgens diverse artikelen (10,5%), dierenpensions/verzorging (6,3%) en aankoop (4,1%). De totale uitgaven voor honden in België bedragen jaarlijks (2014) voor aankoop 26.189.196 euro en voor voedsel 267.042.872 euro. Voor artikelen en diensten wordt voor huisdieren in totaal circa 500.000.000 euro/jaar uitgegeven.

## De hond als gevaar voor de gezondheid van mensen
Honden kunnen risico's vormen voor de gezondheid van mensen. Bekende voorbeelden zijn allergie en infecties. Met name beten van honden met hondsdolheid kunnen gevaarlijk zijn. Aan deze ziekte overlijden wereldwijd vele tienduizenden mensen per jaar. In Nederland worden volgens een onderzoeksrapport uit 2008 jaarlijks ongeveer 150.000 mensen gebeten, waarvan gemiddeld één met dodelijk afloop. Kinderen zijn relatief vaak slachtoffer. Ongeveer een derde van de slachtoffers moet zich door een arts laten behandelen en ruim 200 belanden in het ziekenhuis. Dertien hondenrassen zijn volgens dit onderzoek relatief vaak bij bijtincidenten betrokken, waaronder verschillende terrier- en herderrassen, en de rassen dobermann, bouvier en rottweiler.

## Regelgeving

### Gemeentelijke vergunningen en regelingen
In veel landen zijn er vergunnings- en registratiesystemen voor honden. In Nederland moeten hondenbezitters hondenbelasting betalen. De gemeente kan deze belasting heffen voor houders van een hond. De opbrengsten hiervan vloeien naar de algemene middelen en hoeven door de gemeente niet te worden gebruikt ten bate van hondenbeleid, zoals het tegengaan van overlast van hondenpoep.
Ook kennen veel gemeenten aanlijn- en opruimplichten. Het eerste betekent dat in die gemeenten honden altijd aangelijnd moeten zijn, afgezien van speciale hondenuitlaatgebieden. Een opruimplicht houdt in dat uitwerpselen van honden door de eigenaar opgeruimd moeten worden. Daarnaast kunnen gemeenten gebieden aangeven waar geen honden mogen komen, zoals speelveldjes.

### Reisbeperkingen binnen de Europese Unie
Vanwege gezondheidsaspecten is het reizen met honden aan regels gebonden. In 2004 is een Europese verordening van kracht geworden, die het niet-commercieel vervoer van dieren binnen de EU regelt, waaronder het reizen met honden, katten en fretten. Elke hond dient te beschikken over een paspoort dat in de lidstaten uniform werd ingevoerd. In dit paspoort wordt de hond geïdentificeerd door middel van een microchip of een tatoeage. Tatoeages zijn na 2 juli 2011 niet meer geldig als identificatiemiddel. In het paspoort worden vaccinaties tegen hondsdolheid vermeld, die verplicht zijn om het dier te vervoeren. Voor reizen naar Zweden, Finland, Ierland, het Verenigd Koninkrijk en Malta gelden speciale regels.

## In de moderne westerse cultuur

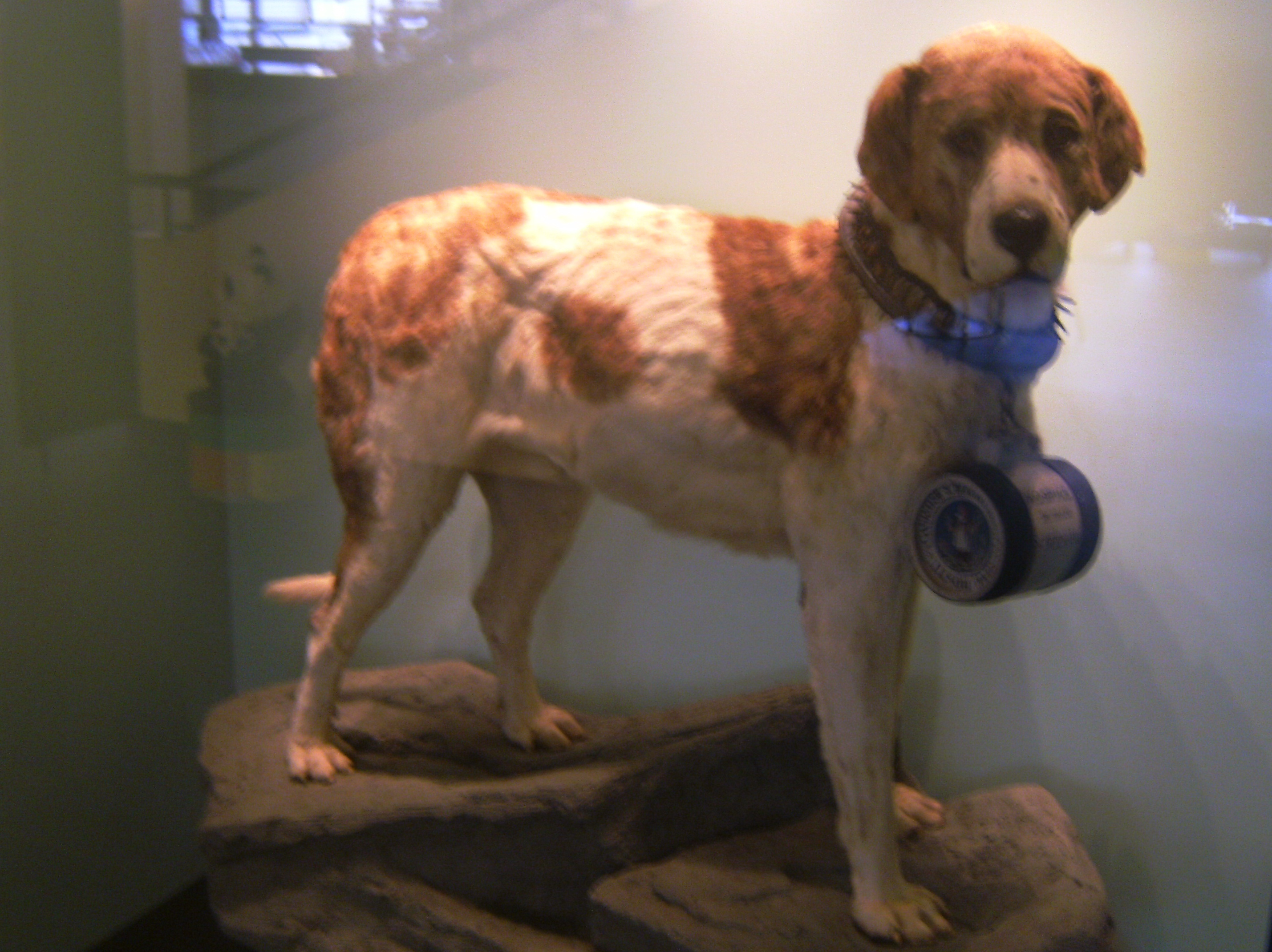
Barry

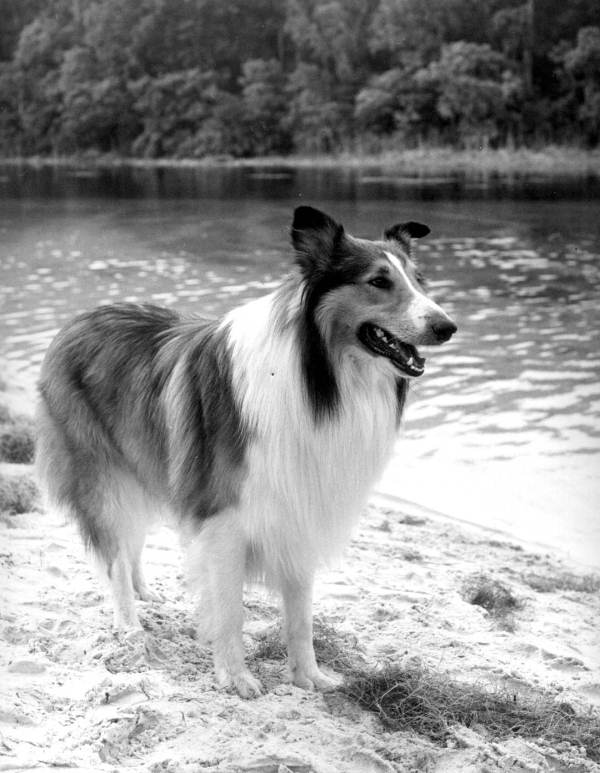
Lassie

In de westerse samenleving is de hond in de beeldende kunst vooral een symbool van trouw en opoffering. In het taalgebruik komen echter ook negatieve betekenissen voor. Iemand kan worden uitgescholden voor hond, luie hond, schurftige hond en vuile hond. Voorts kan men iemand 'honds' behandelen. Ook het woord teef (vrouwelijke hond) wordt gebruikt als scheldwoord. De hond wordt soms als agressief en bloeddorstig gezien.
Verschillende honden zijn bekend geworden vanwege hun bijzondere rol. Sommige leverden voor mensen belangrijke prestaties, andere kregen bekendheid door hun eigenaar, hun trouw of hun rol in film of tv. Ook spelen veel hondenfiguren een voorname rol in stripboeken.
Voorbeelden van honden die prestaties hebben geleverd zijn Barry die meer dan veertig mensen redde, Laika, de eerste ruimtehond en Ricky die in de Tweede Wereldoorlog mijnen opspoorde.
Van tv of film zijn bekend onder andere Lassie uit de gelijknamige televisieserie, Moose uit Frasier, Flossie (Pepijn) van Zeg 'ns Aaa (1981) en Rin Tin Tin in verschillende films.
Door hun eigenaar bekende honden zijn bijvoorbeeld Blondi van Adolf Hitler en Diamond van Isaac Newton.
Zeer trouwe honden zijn onder meer Greyfriars Bobby, die veertien jaar het graf van zijn baas bleef bezoeken, en Hachiko, die na de dood van zijn baasje negen jaar lang wachtte op diens terugkeer.
Enkele bekende honden uit strips of tekenfilms zijn Bobbie van Kuifje, Idéfix van Obelix, Tobias uit Suske en Wiske, Lotje uit de strip Jan, Jans en de kinderen, Billie uit Bollie en Billie Odie uit de Garfield-strips, Pluto van Walt Disney, Rataplan uit 'Lucky Luke, Samson uit de Vlaamse kindertelevisieserie Samson en Gert en Snoopy van de strip Peanuts.

## Milieuproblematiek
Het houden van huisdieren zoals honden of katten heeft een impact op het milieu.
In de Verenigde Staten zijn honden en katten verantwoordelijk zijn voor 25 tot 30 procent van de vleesconsumptie. De gemiddelde hond heeft een ecologische pootafdruk van 2,28 hectare (ter vergelijking: voor de gemiddelde Nederlander was dit in 2012 6,31 hectare), wat bij 1,5 miljoen honden bijna 3,5 miljoen hectare betekent. Een gemiddelde hond stoot circa een ton CO2 per jaar uit. Daarnaast  komt stikstof vrij uit hondenpoep, wat in hondenuitloop gebieden 11 kg/ha kan bedragen. De milieuschade is te beperken door honden ander voer te geven en door het opruimen van de hondenpoep; dit kan leiden tot een sterke lokale reductie.
Ook met hun gedrag richten honden schade aan in de natuur, in Nederland met name aan tapuiten, leeuweriken, kwartelkoningen, roerdompen, weidevogels en hagedissen. In sommige natuurgebieden zijn honden dan ook verboden en in veel natuurgebieden moeten ze aangelijnd zijn.

## Hondenrassen
Er zijn ongeveer vierhonderd hondenrassen. De meeste daarvan zijn erkend door de internationale organisatie Fédération Cynologique Internationale (FCI). De FCI heeft de rassen onderverdeeld in tien hoofdgroepen:
- 1: Herdershonden en veedrijvers;
- 2: Pinschers, schnauzers, molossers en sennenhonden;
- 3: Terriërs;
- 4: Dashonden;
- 5: Spitsen en oertypen (bijvoorbeeld sledehonden en Europese keeshonden);
- 6: Lopende honden en zweethonden (bijvoorbeeld Beierse bergzweethond en dalmatiër);
- 7: Voorstaande honden (bijvoorbeeld kleine münsterländer, griffon Korthals en Engelse setter;
- 8: Retrievers, spaniëls en waterhonden;
- 9: Gezelschapshonden (bijvoorbeeld poedels en chihuahua's);
- 10: Windhonden.

Naast deze tien hoofdgroepen worden nog elf rassen (zoals de Cão de Gado Transmontana) tijdelijk erkend.
Nationale organen zijn in Nederland de Raad van Beheer op Kynologisch Gebied in Nederland en in België de Koninklijke Maatschappij Sint-Hubertus. De kennelclub van de Verenigde Staten en het Verenigd Koninkrijk zijn geen lid van het FCI en hebben rasstandaarden die kunnen afwijken.
Honden die niet tot een specifiek ras behoren, worden bestempeld als bastaardhond, straathond of als rasloos.

### Top tien van hondenrassen in België
(gerangschikt volgens het aantal geboorten in 2005)
1. Duitse herder: 1.878
2. Mechelse herder: 1.682
3. Golden retriever: 898
4. Vlaamse koehond: 881
5. Chihuahua: 853
6. Labrador-retriever: 841
7. Berner sennenhond: 822
8. Bordercollie: 773
9. Rottweiler: 690
10. Duitse dog: 670

### Top tien van hondenrassen in Nederland
(gerangschikt volgens het aantal stamboek ingeschreven honden in 2007)
1. Labrador-retriever: 4.053
2. Duitse herder: 3.653
3. Golden retriever: 2.227
4. Berner sennenhond: 1.698
5. Staffordshire-bulterriër: 1.344
6. Boxer: 1.280
7. Cavalier-kingcharlesspaniël: 1.221
8. Engelse buldog: 1.176
9. Teckel (ruwhaar): 935
10. Engelse cockerspaniël: 921

## Video
- Bioscoopjournaal uit 1948: de jaarlijkse Winnertentoonstelling voor honden in het RAI-gebouw in Amsterdam

## Afbeeldingen

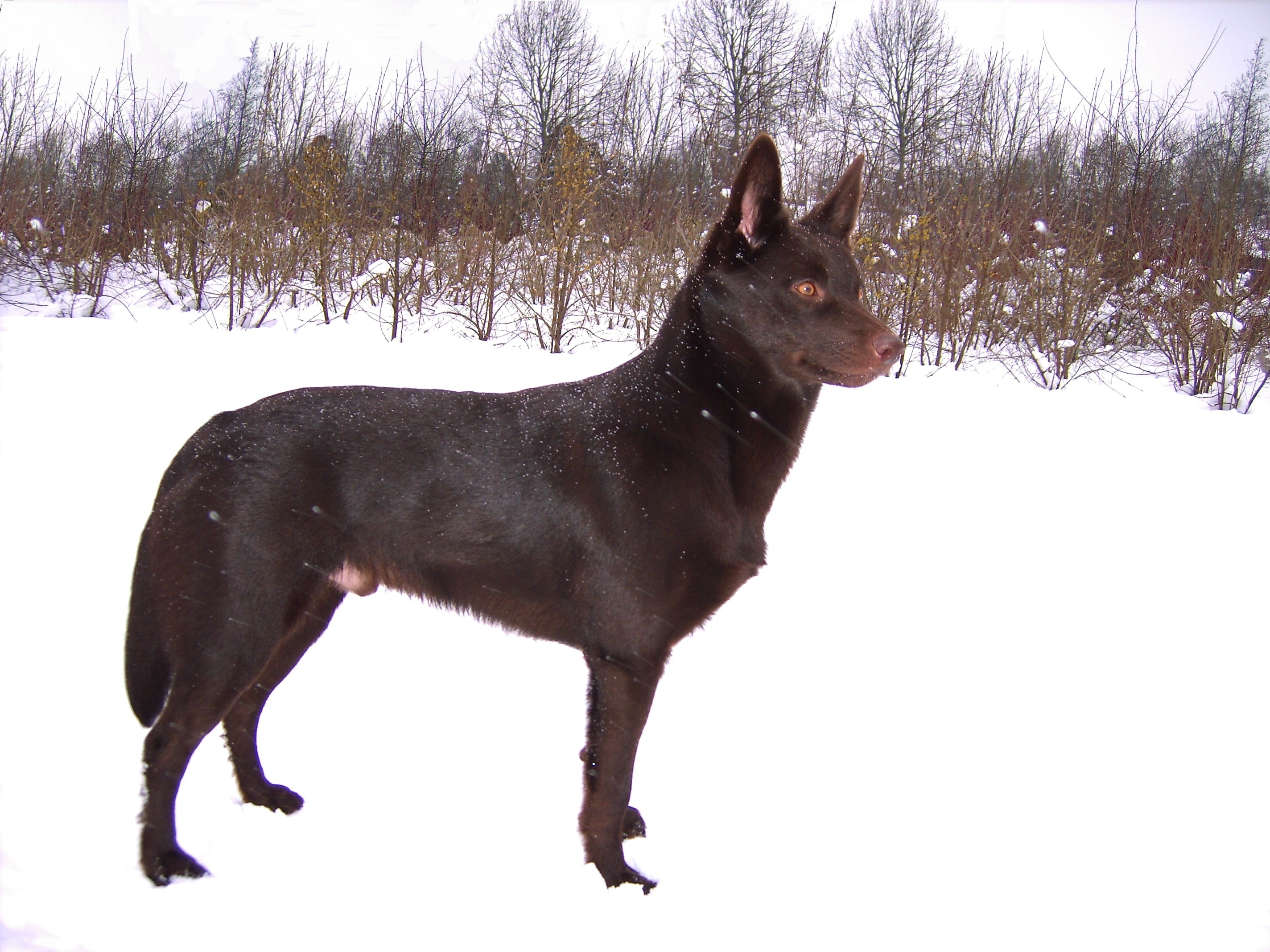
Australische kelpie
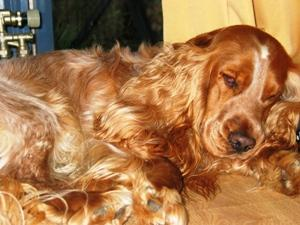
Engelse cockerspaniël
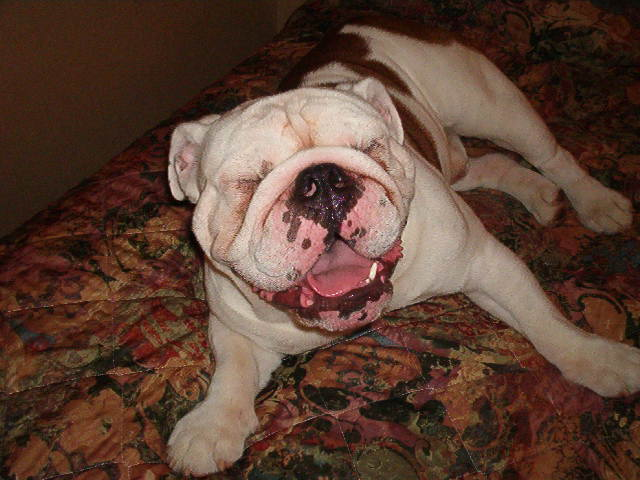
Engelse buldog
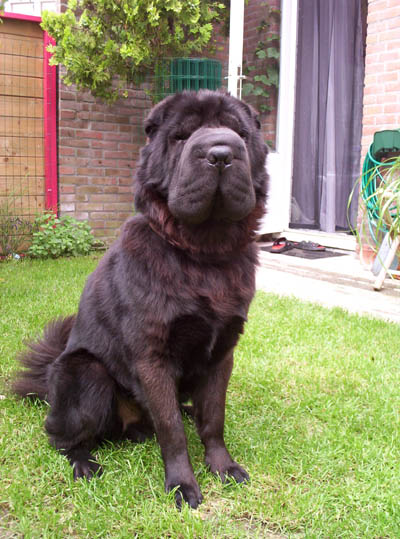
Sharpei
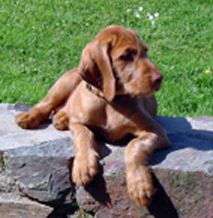
Vizslahond
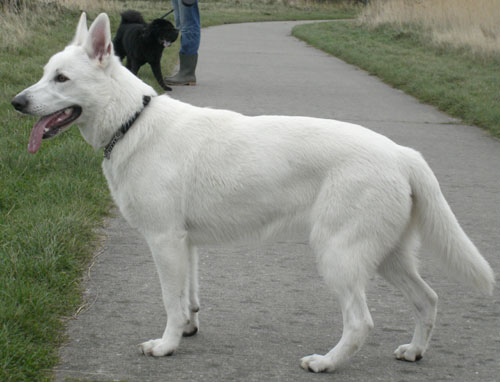
Zwitserse witte herder
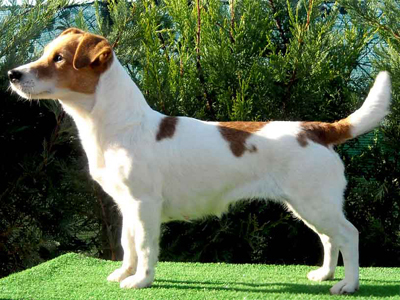
Ruwharige jackrussellterriër
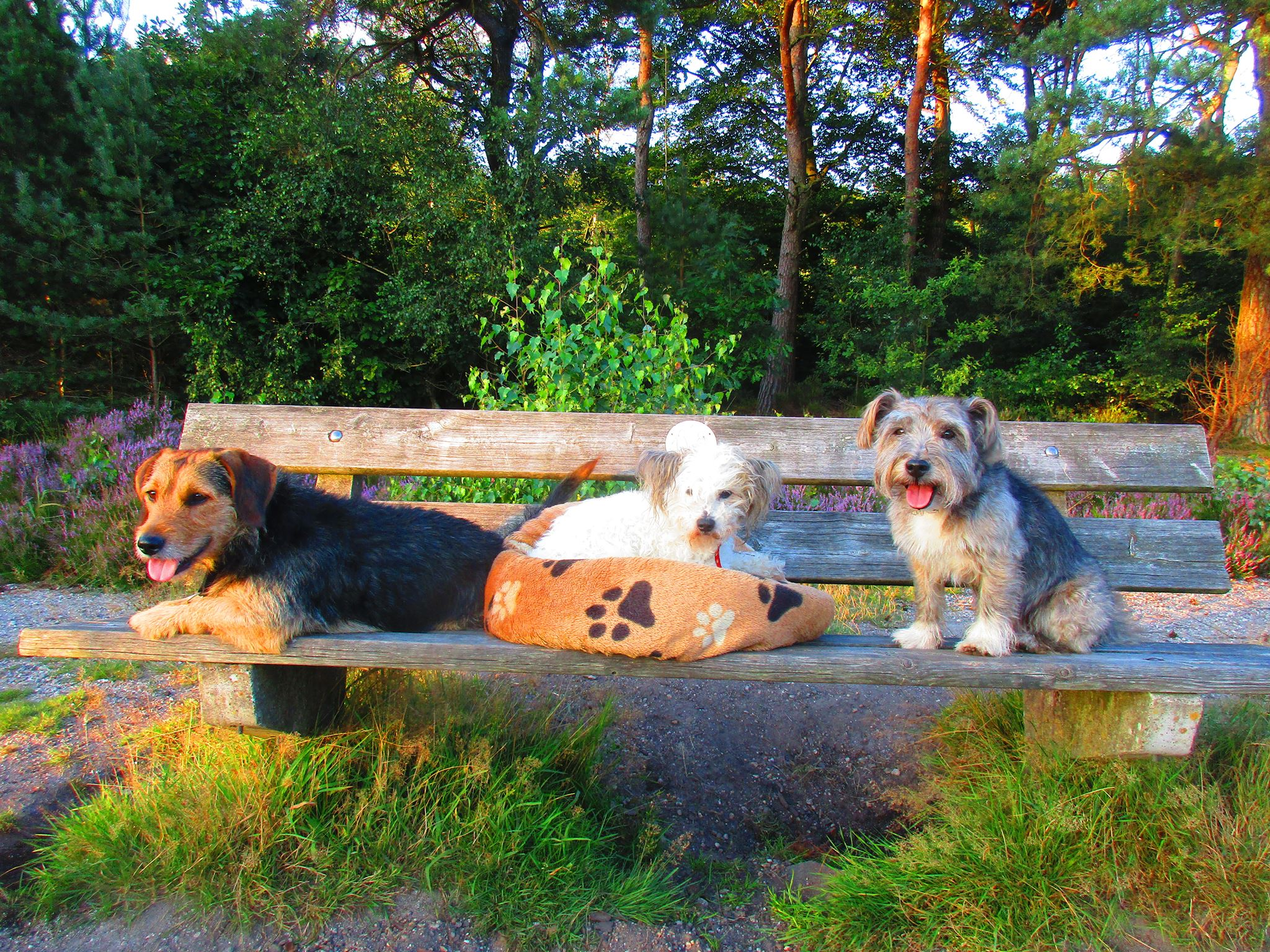
Drie kruisingen op een bank